# História social dos vírus

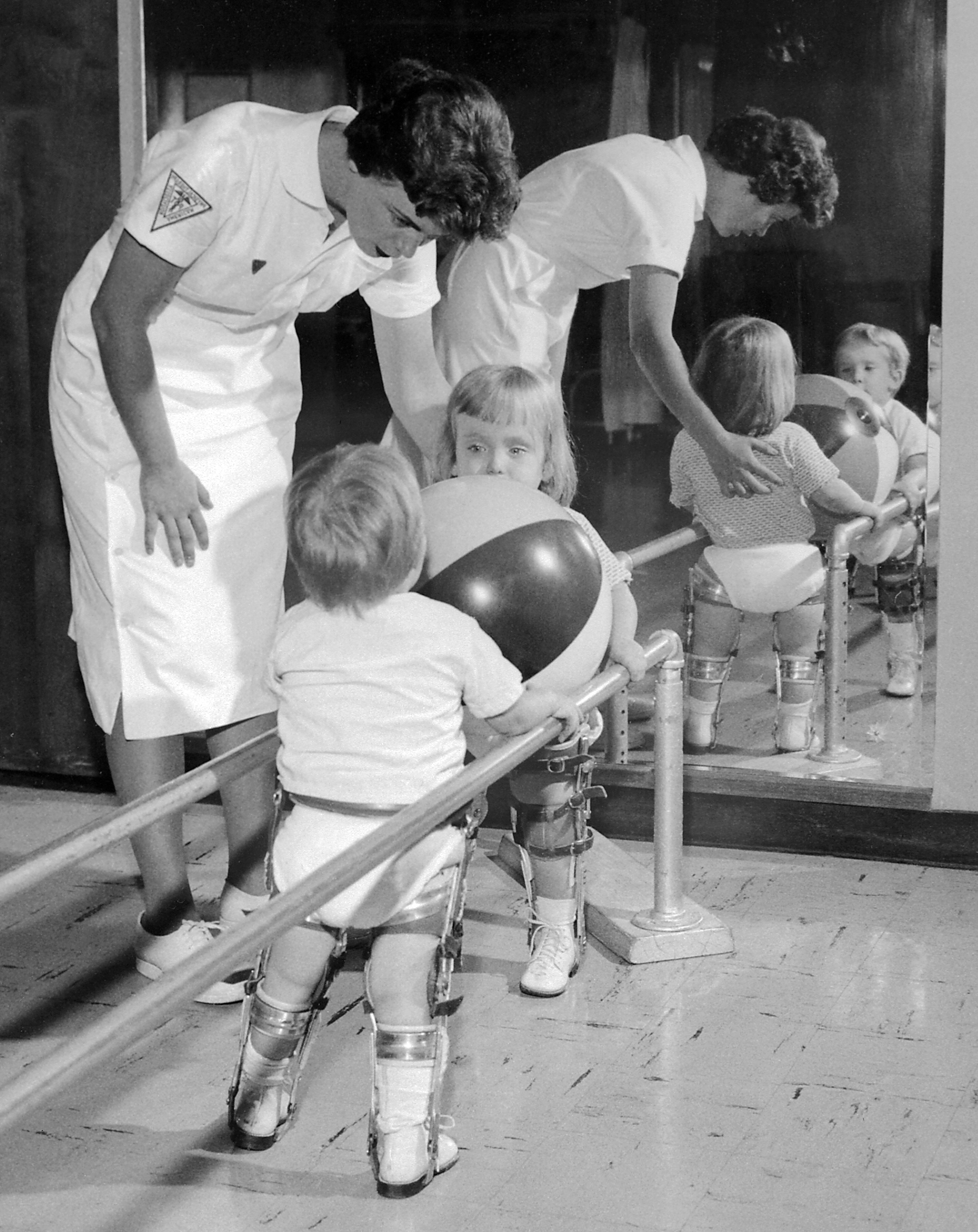
Crianças com poliomielite recebendo fisioterapia na década de 1950

A história social dos vírus descreve a influência dos vírus e das infecções virais na história humana. As epidemias virais tiveram início com as mudanças no comportamento humano durante o período neolítico, aproximadamente 12.000 anos atrás, quando surgiram comunidades agrícolas mais densamente povoadas. Isso facilitou a rápida disseminação dos vírus, que posteriormente se tornaram endêmicos. Os vírus de plantas e animais também aumentaram e, à medida que os seres humanos se tornaram dependentes da agricultura e da criação de animais, doenças como o potyvírus [en] da batata e a peste bovina tiveram consequências devastadoras.
Os vírus da varíola e do sarampo estão entre os mais antigos a infectar os seres humanos. Tendo evoluído de vírus que infectavam outros animais, eles apareceram pela primeira vez em humanos na Europa e no norte da África há milhares de anos. Mais tarde, os vírus foram levados para o Novo Mundo pelos europeus durante a época das conquistas espanholas, mas os povos ameríndios não tinham resistência natural aos vírus e milhões deles morreram durante as epidemias. As pandemias de influenza foram registradas desde 1580 e ocorreram com frequência cada vez maior nos séculos seguintes. A pandemia de 1918-19, na qual 40 a 50 milhões de pessoas morreram em menos de um ano, foi uma das mais devastadoras da história.
Louis Pasteur e Edward Jenner foram os primeiros a desenvolver vacinas para proteção contra infecções virais. A natureza dos vírus permaneceu desconhecida até a invenção do microscópio eletrônico na década de 1930, quando a virologia ganhou destaque. No século XX, descobriu-se que muitas doenças, tanto antigas quanto novas, eram causadas por vírus. Houve epidemias de poliomielite que só foram controladas após o desenvolvimento de uma vacina na década de 1950. O HIV é um dos novos vírus mais patogênicos que surgiram nos últimos séculos. Embora o interesse científico por eles surja devido às doenças que causam, a maioria dos vírus é benéfica. Os retrovírus impulsionam a evolução por meio da transferência de genes entre espécies, e os bacteriófagos desempenham papéis importantes nos ecossistemas e são essenciais à vida.

## Na pré-história
Nos últimos 50.000 a 100.000 anos, à medida que os humanos modernos aumentaram em número e se dispersaram pelo mundo, surgiram novas doenças infecciosas, inclusive as causadas por vírus. Antes, os humanos viviam em comunidades pequenas e isoladas, e a maioria das doenças epidêmicas não existia. A varíola, a infecção viral mais letal e devastadora da história, surgiu pela primeira vez entre as comunidades agrícolas da Índia há cerca de 11.000 anos. O vírus, que infectava apenas humanos, provavelmente descende dos poxvírus de roedores. Os humanos provavelmente entraram em contato com esses roedores, e algumas pessoas foram infectadas pelos vírus que eles carregavam. Quando os vírus cruzam essa chamada “barreira de espécies”, seus efeitos podem ser graves, e os seres humanos podem não ter muita resistência natural. Os humanos contemporâneos viviam em pequenas comunidades, e aqueles que sucumbiam à infecção morriam ou desenvolviam imunidade. Essa imunidade adquirida só é transmitida aos descendentes temporariamente, por meio de anticorpos no leite materno e outros anticorpos que atravessam a placenta do sangue da mãe para o sangue do feto. Portanto, provavelmente ocorreram surtos esporádicos em cada geração. Por volta de 9000 a.C., quando muitas pessoas começaram a se estabelecer nas férteis planícies aluviais do rio Nilo, a população tornou-se densa o suficiente para que o vírus mantivesse uma presença constante devido à alta concentração de pessoas suscetíveis. Outras epidemias de doenças virais que dependem de grandes concentrações de pessoas, como caxumba, rubéola e poliomielite, também ocorreram pela primeira vez nessa época.
A era neolítica, que começou no Oriente Médio por volta de 9500 a.C., foi um período em que os seres humanos se tornaram agricultores. Essa revolução agrícola englobou o desenvolvimento da monocultura e apresentou uma oportunidade para a rápida disseminação de várias espécies de fitovírus. A divergência e a disseminação dos sobemovírus [en] - SBMV - datam dessa época. A disseminação dos potyvírus da batata e de outras frutas e vegetais começou há cerca de 6.600 anos.
Há cerca de 10.000 anos, os humanos que habitavam as terras ao redor da bacia do Mediterrâneo começaram a domesticar animais selvagens. Porcos, bovinos, cabras, ovelhas, cavalos, camelos, gatos e cachorros eram mantidos e criados em cativeiro. Esses animais teriam trazido seus vírus com eles. A transmissão de vírus de animais para humanos pode ocorrer, mas essas infecções zoonóticas são raras e a transmissão subsequente de vírus animais de humanos para humanos é ainda mais rara, embora haja exceções notáveis, como a gripe. A maioria dos vírus é específica de uma espécie e não teria representado nenhuma ameaça para os seres humanos. As raras epidemias de doenças virais originadas em animais teriam sido de curta duração porque os vírus não estavam totalmente adaptados aos seres humanos e as populações humanas eram muito pequenas para manter as cadeias de infecção.
Outros vírus, mais antigos, são uma ameaça menor. Os vírus do herpes infectaram pela primeira vez os ancestrais dos seres humanos modernos há mais de 80 milhões de anos. Os seres humanos desenvolveram uma tolerância a esses vírus e a maioria está infectada com pelo menos uma espécie. Os registros dessas infecções virais mais brandas são raros, mas é provável que os primeiros hominídeos sofressem de resfriados, gripe e diarreia causados por vírus, assim como os seres humanos sofrem hoje. Os vírus que evoluíram mais recentemente causam epidemias e pandemias - e são essas que a história registra.

## Na antiguidade

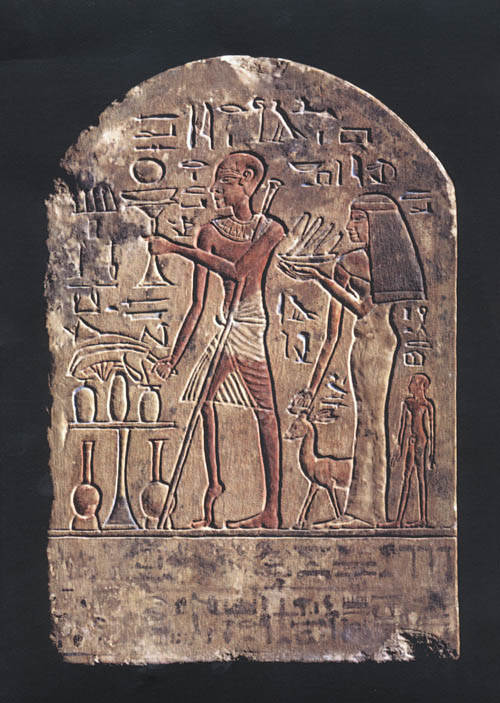
Estela egípcia que se acredita representar uma pessoa com poliomielite, 18ª Dinastia (1580-1350 a.C.)

Entre os primeiros registros de uma infecção viral está uma estela egípcia que se acredita retratar um sacerdote egípcio da 18ª Dinastia (1580-1350 a.C.) com uma deformidade de pé caído característica de uma infecção por poliovírus. A múmia de Siptá - um governante durante a 19ª Dinastia - mostra sinais de poliomielite, e a de Ramessés V e algumas outras múmias egípcias enterradas há mais de 3.000 anos mostram evidências de varíola. Houve uma epidemia de provável varíola em Atenas em 430 a.C., na qual um quarto do exército ateniense e muitos dos civis da cidade morreram em decorrência da infecção. A Peste Antonina de 165-180 d.C., outra provável pandemia de varíola, dizimou cerca de cinco milhões de pessoas no Império Romano, que incluía a Grã-Bretanha, a Europa, o Oriente Médio e o norte da África. A pandemia começou depois que soldados romanos enviados para reprimir uma revolta no que hoje é o Iraque saquearam a cidade de Selêucia no rio Tigre e, ao mesmo tempo, foram infectados. Eles trouxeram a doença de volta a Roma e à Europa, onde até 5.000 pessoas por dia eram infectadas fatalmente. Em seu auge, a pandemia atingiu a Índia e a China.
O sarampo é uma doença antiga, mas foi somente no século X que o médico persa Muhammad ibn Zakariya al-Razi (865-925), conhecido como “Rhazes”, a identificou pela primeira vez. Rhazes usou o nome árabe hasbah (حصبة) para sarampo. O sarampo teve muitos outros nomes, inclusive rubeola, do latim rubeus, “vermelho”, e morbilli, “pequena praga”. As semelhanças entre o vírus do sarampo, o vírus da cinomose canina e o vírus da peste bovina deram origem à especulação de que o sarampo foi transmitido pela primeira vez aos seres humanos por cães ou gado domesticados. O vírus do sarampo parece ter se distanciado totalmente do vírus da peste bovina, então muito difundido, por volta do século XII.
Uma infecção por sarampo confere imunidade por toda a vida. Portanto, o vírus requer uma alta densidade populacional para se tornar endêmico, o que provavelmente não ocorreu na era neolítica. Após o surgimento do vírus no Oriente Médio, ele chegou à Índia por volta de 2500 a.C. O sarampo era tão comum em crianças na época que não era reconhecido como uma doença. Nos hieróglifos egípcios, era descrito como um estágio normal do desenvolvimento humano. Uma das primeiras descrições de uma planta infectada por vírus pode ser encontrada em um poema escrito pela imperatriz japonesa Kōken (718-770), no qual ela descreve uma planta no verão com folhas amareladas. A planta, mais tarde identificada como Eupatorium lindleyanum, é frequentemente infectada pelo vírus tomato yellow leaf curl.

## Idade média

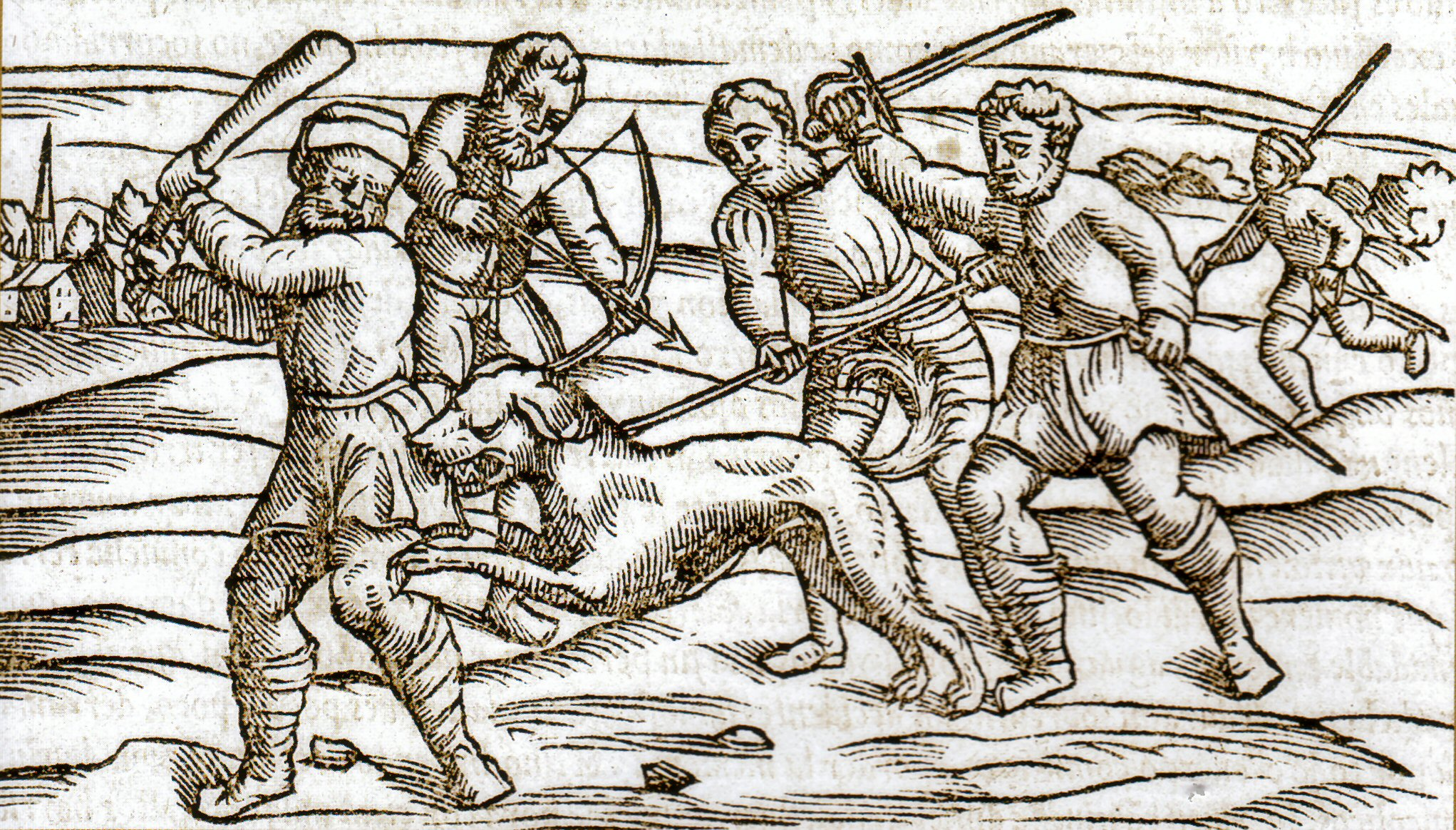
Uma xilogravura da Idade Média mostrando um cão raivoso

O rápido crescimento da população da Europa e as crescentes concentrações de pessoas em suas vilas e cidades tornaram-se um terreno fértil para muitas doenças infecciosas e contagiosas, das quais a Peste Negra - uma infecção bacteriana - é provavelmente a mais notória. Com exceção da varíola e da gripe, eram raros os surtos documentados de infecções que hoje se sabe serem causadas por vírus. A raiva, uma doença reconhecida há mais de 4.000 anos, era comum na Europa e continuou a ser até o desenvolvimento de uma vacina por Louis Pasteur em 1886. A expectativa média de vida na Europa durante a Idade Média era de 35 anos; 60% das crianças morriam antes dos 16 anos, muitas delas durante os primeiros 6 anos de vida. Os médicos - que eram poucos - confiavam tanto na astrologia quanto em seu conhecimento médico limitado. Alguns tratamentos para infecções consistiam em pomadas preparadas a partir de gatos que haviam sido assados em gordura de ouriço. Entre a infinidade de doenças que causavam a morte infantil estavam o sarampo, a gripe e a varíola. As Cruzadas e a expansão islâmica ajudaram na disseminação da varíola, que foi a causa de epidemias frequentes na Europa após sua introdução no continente entre os séculos V e VII.
O sarampo era endêmico em todos os países altamente populosos da Europa, do norte da África e do Oriente Médio. Na Inglaterra, a doença, então chamada de “mezils”, foi descrita pela primeira vez no século XIII e provavelmente foi uma das 49 pragas que ocorreram entre 526 e 1087. A peste bovina, causada por um vírus intimamente relacionado ao vírus do sarampo, é uma doença do gado conhecida desde os tempos romanos. A doença, originária da Ásia, foi trazida pela primeira vez para a Europa pelos invasores hunos em 370. Invasões posteriores de mongóis, lideradas por Genghis Khan e seu exército, deram início a pandemias na Europa em 1222, 1233 e 1238. A infecção chegou posteriormente à Inglaterra após a importação de gado do continente. Na época, a peste bovina era uma doença devastadora com uma taxa de mortalidade de 80 a 90%. A perda de gado resultante causou fome.

## Do início ao fim do período moderno
Pouco tempo depois da vitória de Henrique Tudor na Batalha de Bosworth, em 22 de agosto de 1485, seu exército foi acometido repentinamente pelo “suor inglês”, que os observadores contemporâneos descreveram como uma nova doença. A doença, que era incomum por afetar principalmente os ricos, pode ter se originado na França, onde Henrique VII havia recrutado soldados para seu exército. Uma epidemia atingiu Londres no verão quente de 1508. As pessoas afetadas morreram em um dia, e houve mortes em toda a cidade. As ruas ficaram desertas, com exceção das carroças que transportavam corpos, e o rei Henrique declarou a cidade fora dos limites, exceto para médicos e boticários. A doença se espalhou pela Europa, chegando a Hamburgo em julho de 1529, onde de 1 a 2 mil pessoas morreram nas primeiras semanas. Nos meses seguintes, a doença causou estragos na Prússia, na Suíça e no norte da Europa. O último surto ocorreu na Inglaterra em 1556. A doença - que matou dezenas de milhares de pessoas - provavelmente foi a gripe ou uma infecção viral semelhante, mas os registros da época em que a medicina não era uma ciência podem não ser confiáveis. À medida que a medicina se tornou uma ciência, as descrições das doenças se tornaram menos vagas. Embora a medicina pudesse fazer pouco na época para aliviar o sofrimento das pessoas infectadas, foram usadas medidas para controlar a disseminação de doenças. Foram implementadas restrições ao comércio e às viagens, as famílias afetadas foram isoladas de suas comunidades, os prédios foram fumigados e os animais mortos.
As referências a infecções por gripe datam do final do século XV e início do século XVI, mas é quase certo que as infecções ocorreram muito antes disso. Em 1173, ocorreu uma epidemia que possivelmente foi a primeira na Europa e, em 1493, um surto do que hoje se acredita ser a gripe suína atingiu os nativos americanos em Hispaniola. Há algumas evidências que sugerem que a fonte da infecção foram os porcos dos navios de Colombo. Durante uma epidemia de gripe que ocorreu na Inglaterra entre 1557 e 1559, cinco por cento da população - cerca de 150.000 - morreram em decorrência da infecção. A taxa de mortalidade foi quase cinco vezes maior do que a da pandemia de 1918-19. A primeira pandemia que foi registrada de forma confiável começou em julho de 1580 e varreu a Europa, a África e a Ásia. A taxa de mortalidade foi alta - 8.000 morreram em Roma. As três pandemias seguintes ocorreram no século XVIII, incluindo a de 1781-82, que provavelmente foi a mais devastadora da história. Ela começou em novembro de 1781 na China e chegou a Moscou em dezembro. Em fevereiro de 1782, atingiu São Petersburgo e, em maio, chegou à Dinamarca. Em seis semanas, 75% da população britânica estava infectada e a pandemia logo se espalhou para as Américas.
As Américas e a Austrália permaneceram livres do sarampo e da varíola até a chegada dos colonizadores europeus entre os séculos XV e XVIII. Juntamente com o sarampo e a gripe, a varíola foi levada para as Américas pelos espanhóis. A varíola era endêmica na Espanha, tendo sido introduzida pelos mouros vindos da África. Em 1519, uma epidemia de varíola eclodiu na capital asteca Tenochtitlán, no México. Essa epidemia foi iniciada pelo exército de Pánfilo de Narváez, que seguiu Hernán Cortés de Cuba e tinha um escravo africano com varíola a bordo de seu navio. Quando os espanhóis finalmente entraram na capital no verão de 1521, viram-na repleta de corpos de vítimas da varíola. A epidemia e as que se seguiram em 1545-1548 e 1576-1581 acabaram matando mais da metade da população nativa. A maioria dos espanhóis era imune; com seu exército de menos de 900 homens, não teria sido possível para Cortés derrotar os astecas e conquistar o México sem a ajuda da varíola. Muitas populações nativas americanas foram devastadas mais tarde pela disseminação inadvertida de doenças introduzidas pelos europeus. Nos 150 anos que se seguiram à chegada de Colombo em 1492, a população nativa americana da América do Norte foi reduzida em 80% devido a doenças, incluindo sarampo, varíola e gripe. Os danos causados por esses vírus ajudaram significativamente as tentativas europeias de deslocar e conquistar a população nativa.
No século 18, a varíola era endêmica na Europa. Houve cinco epidemias em Londres entre 1719 e 1746, e grandes surtos ocorreram em outras grandes cidades europeias. No final do século, cerca de 400.000 europeus estavam morrendo da doença a cada ano. A varíola chegou à África do Sul em 1713, transportada por navios da Índia, e em 1789 a doença atingiu a Austrália. No século XIX, a varíola tornou-se a causa mais importante de morte dos aborígenes australianos.
Em 1546, Girolamo Fracastoro (1478-1553) escreveu uma descrição clássica do sarampo. Ele acreditava que a doença era causada por “sementes” (seminaria) que eram transmitidas de pessoa para pessoa. Uma epidemia atingiu Londres em 1670, registrada por Thomas Sydenham (1624-1689), que achava que a doença era causada por vapores tóxicos que emanavam da terra. Sua teoria estava errada, mas ele era um observador habilidoso e mantinha registros meticulosos.
A febre amarela é uma doença frequentemente letal causada por um flavivírus. O vírus é transmitido aos seres humanos por mosquitos (Aedes aegypti) e apareceu pela primeira vez há mais de 3.000 anos. Em 1647, a primeira epidemia registrada ocorreu em Barbados e foi chamada de “doença de Barbados” por John Winthrop, que era o governador da ilha na época. Ele aprovou leis de quarentena para proteger a população - as primeiras leis desse tipo na América do Norte. Outras epidemias da doença ocorreram na América do Norte nos séculos XVII, XVIII e XIX. Os primeiros casos conhecidos de dengue ocorreram na Indonésia e no Egito em 1779. Navios comerciais trouxeram a doença para os EUA, onde ocorreu uma epidemia na Filadélfia em 1780.
As novas doenças infecciosas emergentes (EIDs) têm representado uma ameaça cada vez mais significativa à saúde humana. A maioria das EIDs é de origem zoonótica, para a qual o aumento da população humana e a intensificação da criação de animais, bem como dos ambientes de animais selvagens, são em parte causadores.

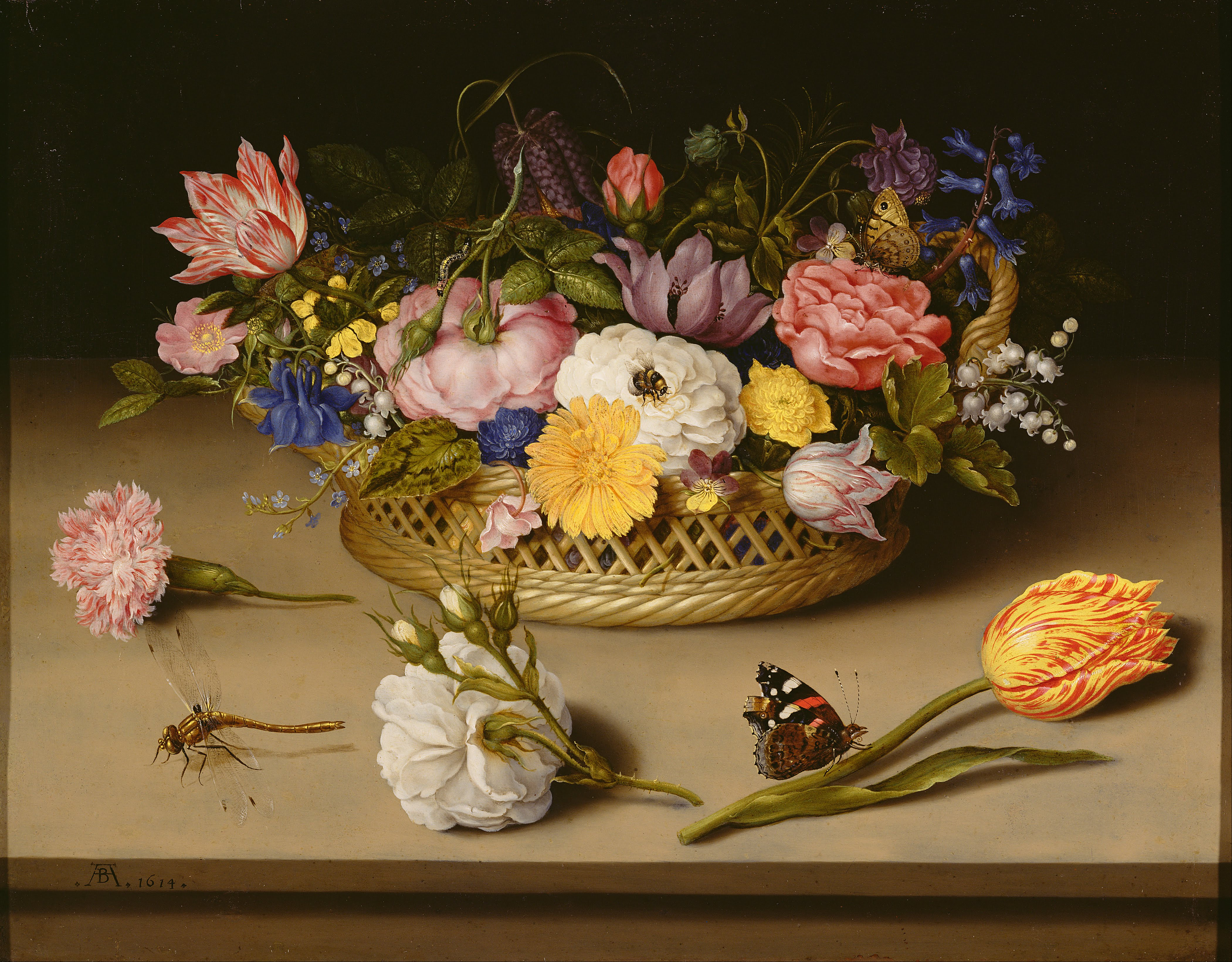
Ambrosius Bosschaert (1573-1620) “Natureza morta”

Muitas pinturas podem ser encontradas nos museus da Europa, retratando tulipas com atraentes listras coloridas. A maioria, como os estudos de natureza-morta de Johannes Bosschaert [en], foi pintada durante o século XVII. Essas flores eram particularmente populares e passaram a ser procuradas por aqueles que podiam comprá-las. No auge da mania das tulipas, na década de 1630, um bulbo podia custar o mesmo valor de uma casa. Na época, não se sabia que as listras eram causadas por um fitovírus, que ficou conhecido como vírus do mosaico da tulipa [en], transferido acidentalmente por humanos para as tulipas a partir do jasmim. Enfraquecidas pelo vírus, as plantas acabaram se tornando um mau investimento. Apenas alguns poucos bulbos produziram flores com as características atraentes de suas plantas-mãe.
Até a Grande Fome Irlandesa de 1845-1852, a causa mais comum de doença em batatas não era o mofo que causa a praga, mas um vírus. A doença, chamada de “erolamento”, é causada pelo vírus do enrolamento da folha da batata [en] e foi disseminada na Inglaterra na década de 1770, onde destruiu 75% da safra de batata. Naquela época, a safra de batata irlandesa permaneceu relativamente ilesa.

## Descoberta da vacina

### Varíola

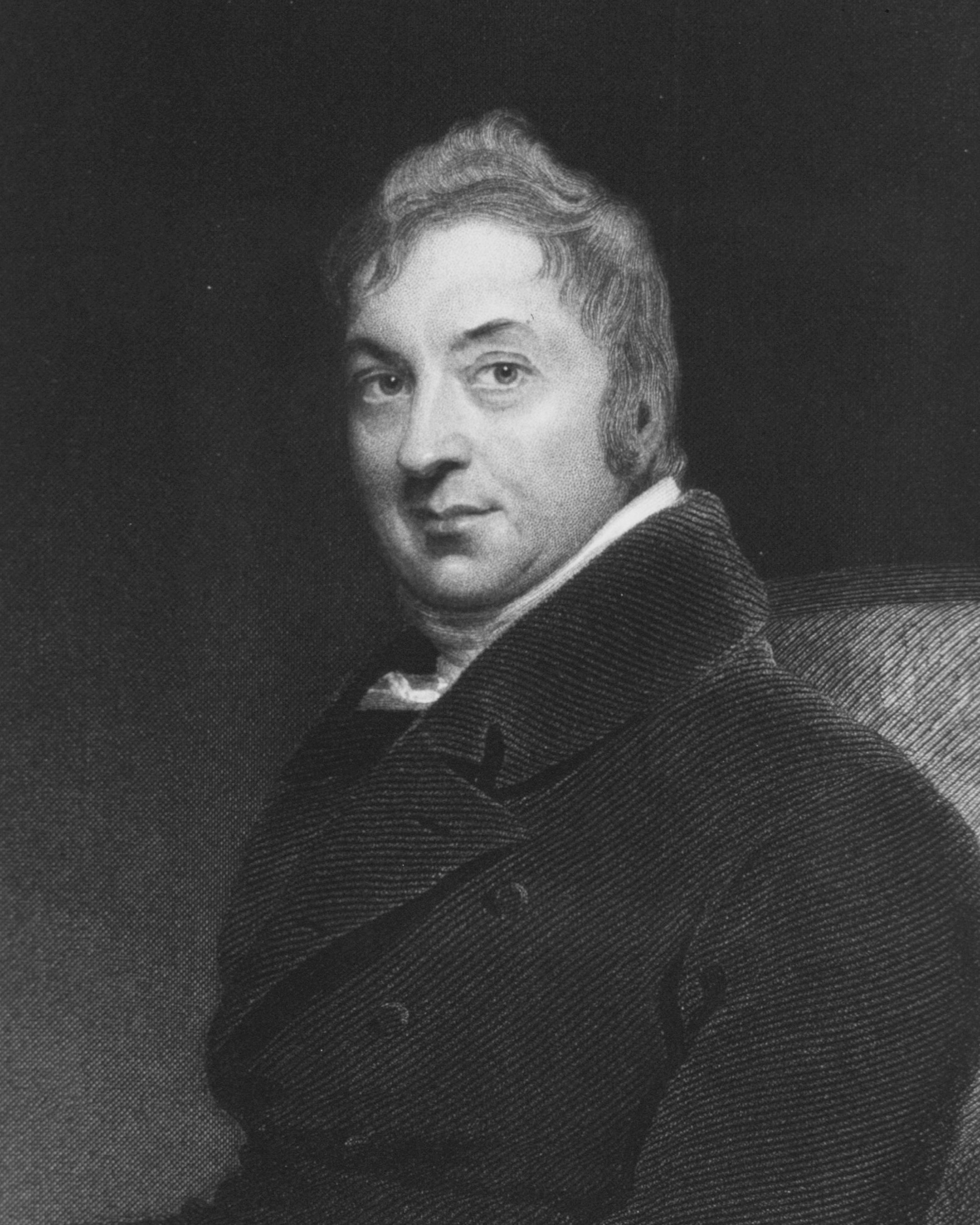
Edward Jenner

Mary Wortley Montagu (1689-1762) foi uma aristocrata, escritora e esposa de um membro do Parlamento. Em 1716, seu marido, Edward Wortley Montagu, foi nomeado embaixador britânico em Istambul. Ela o acompanhou até lá e, duas semanas após sua chegada, descobriu a prática local de proteção contra a varíola por meio da variolação [en] - a aplicação de pus de pessoas com varíola na pele. Seu irmão mais novo havia morrido de varíola e ela também havia contraído a doença. Determinada a poupar seu filho Edward, de cinco anos, de sofrimento semelhante, ela ordenou que o cirurgião da embaixada Charles Maitland o aplicasse a varíola. Ao retornar a Londres, ela pediu a Maitland que fizesse o procedimento em sua filha de quatro anos na presença dos médicos do rei. Mais tarde, Montagu persuadiu o Príncipe e a Princesa de Gales a patrocinar uma demonstração pública do procedimento. Seis prisioneiros que haviam sido condenados à morte e estavam aguardando a execução na Prisão de Newgate receberam uma oferta de perdão total para servirem como cobaias do experimento público. Eles aceitaram e foram variolados em 1721. Todos os prisioneiros se recuperaram do procedimento. Para testar seu efeito protetor, um deles, uma mulher de dezenove anos, foi obrigada a dormir na mesma cama que uma criança de dez anos com varíola por seis semanas. Ela não contraiu a doença.
O experimento foi repetido em onze crianças órfãs, todas elas sobreviveram ao teste e, em 1722, até mesmo os netos do Rei Jorge I haviam sido inoculados. A prática não era totalmente segura e havia uma chance em cinquenta de morte. O procedimento era caro; alguns médicos cobravam entre £5 e £10 e alguns vendiam o método a outros médicos por taxas entre £50 e £100, ou pela metade dos lucros. A variolação tornou-se uma franquia lucrativa, mas permaneceu além das possibilidades de muitos até o final da década de 1770. Naquela época, nada se sabia sobre vírus ou sobre o sistema imunológico, e ninguém sabia como o procedimento proporcionava proteção.

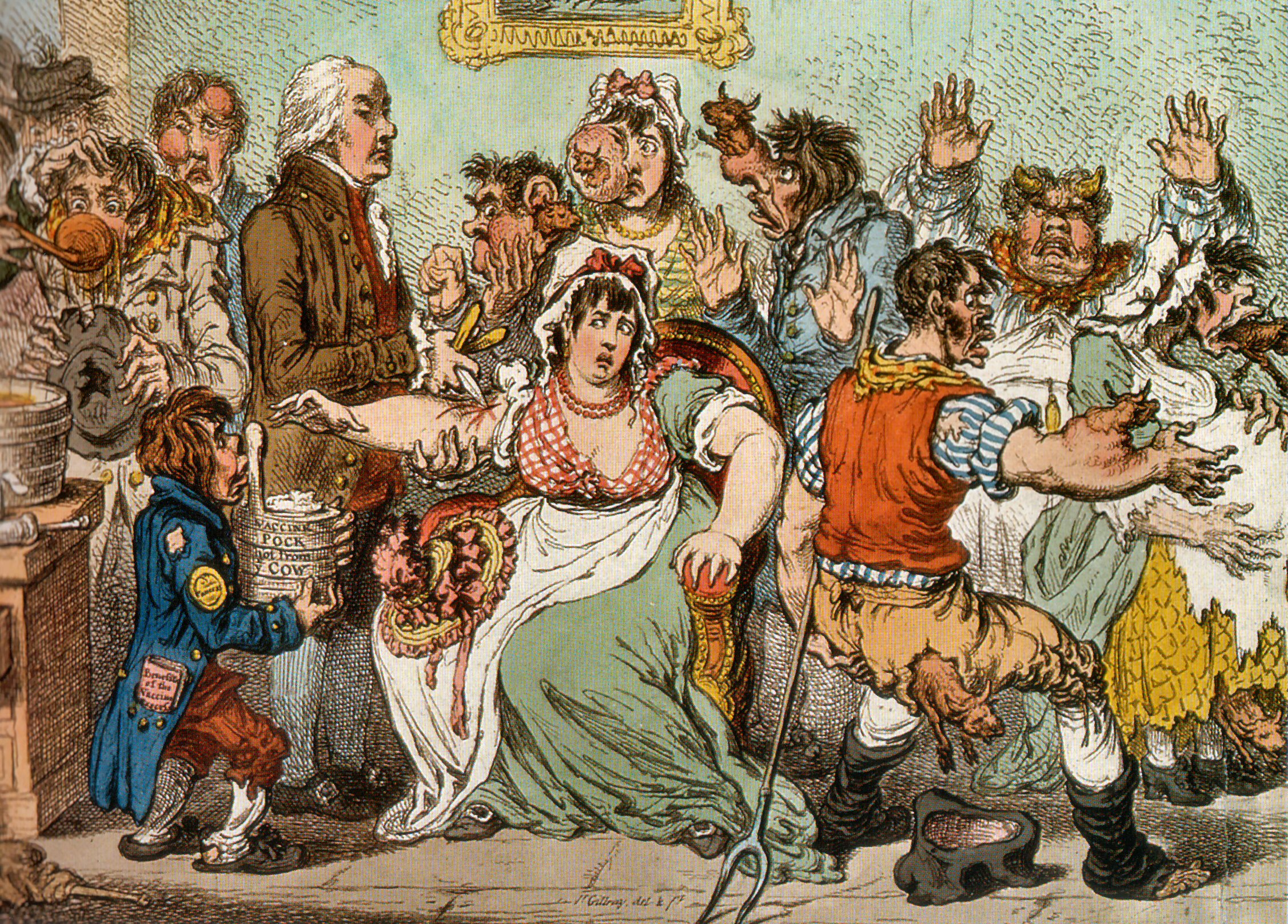
Um desenho animado de 1802 mostrando Jenner vacinando - os receptores são mostrados com vacas saindo de seus corpos.

Edward Jenner (1749-1823), um médico rural britânico, foi infectado por varíola quando era menino. Ele sofreu muito com o teste, mas sobreviveu totalmente protegido da varíola. Jenner sabia de uma crença local de que os trabalhadores do setor de laticínios que haviam contraído uma infecção relativamente leve chamada varíola bovina eram imunes à varíola. Ele decidiu testar a teoria (embora provavelmente não tenha sido o primeiro a fazê-lo). Em 14 de maio de 1796, ele selecionou “um menino saudável, com cerca de oito anos de idade, para fins de inoculação da varíola bovina”. O menino, James Phipps [en] (1788-1853), sobreviveu à inoculação experimental com o vírus da varíola bovina e desenvolveu apenas uma febre leve. Em 1º de julho de 1796, Jenner pegou um pouco de “matéria de varíola” (provavelmente pus infectado) e inoculou repetidamente os braços de Phipps com ela. Phipps sobreviveu e, posteriormente, foi inoculado com varíola mais de 20 vezes sem sucumbir à doença. A vacinação - a palavra é derivada do latim vacca, que significa “vaca” - havia sido inventada. O método de Jenner logo se mostrou mais seguro do que a variolação e, em 1801, mais de 100.000 pessoas haviam sido vacinadas.
Apesar das objeções dos médicos que ainda praticavam a variolação e que previam um declínio em sua renda, a vacinação gratuita dos pobres foi introduzida no Reino Unido em 1840. Devido às mortes associadas, a variolação foi declarada ilegal no mesmo ano. A vacinação tornou-se obrigatória na Inglaterra e no País de Gales pelo Lei de Vacinação de 1853 (16 & 17 Vict. c. 100), e os pais poderiam ser multados em £1 se seus filhos não fossem vacinados antes de completarem três meses de idade. A lei não foi aplicada adequadamente, e o sistema de vacinação, inalterado desde 1840, era ineficaz. Após o cumprimento antecipado da lei pela população, apenas uma pequena proporção foi vacinada. A vacinação compulsória não foi bem recebida e, após protestos, a Anti-Vaccination League e a Anti-Compulsory Vaccination League foram formadas em 1866. Após as campanhas antivacinação, houve um grave surto de varíola em Gloucester em 1895, o primeiro da cidade em vinte anos; 434 pessoas morreram, incluindo 281 crianças. Apesar disso, o governo britânico cedeu aos manifestantes e o Lei de Vacinação de 1898 (61 & 62 Vict. c. 49) aboliu as multas e estabeleceu uma cláusula de “objetor de consciência” - o primeiro uso do termo - para os pais que não acreditavam na vacinação. No ano seguinte, 250.000 objeções foram concedidas e, em 1912, menos da metade da população de recém-nascidos estava sendo vacinada. Em 1948, a vacinação contra a varíola não era mais obrigatória no Reino Unido.

### Raiva

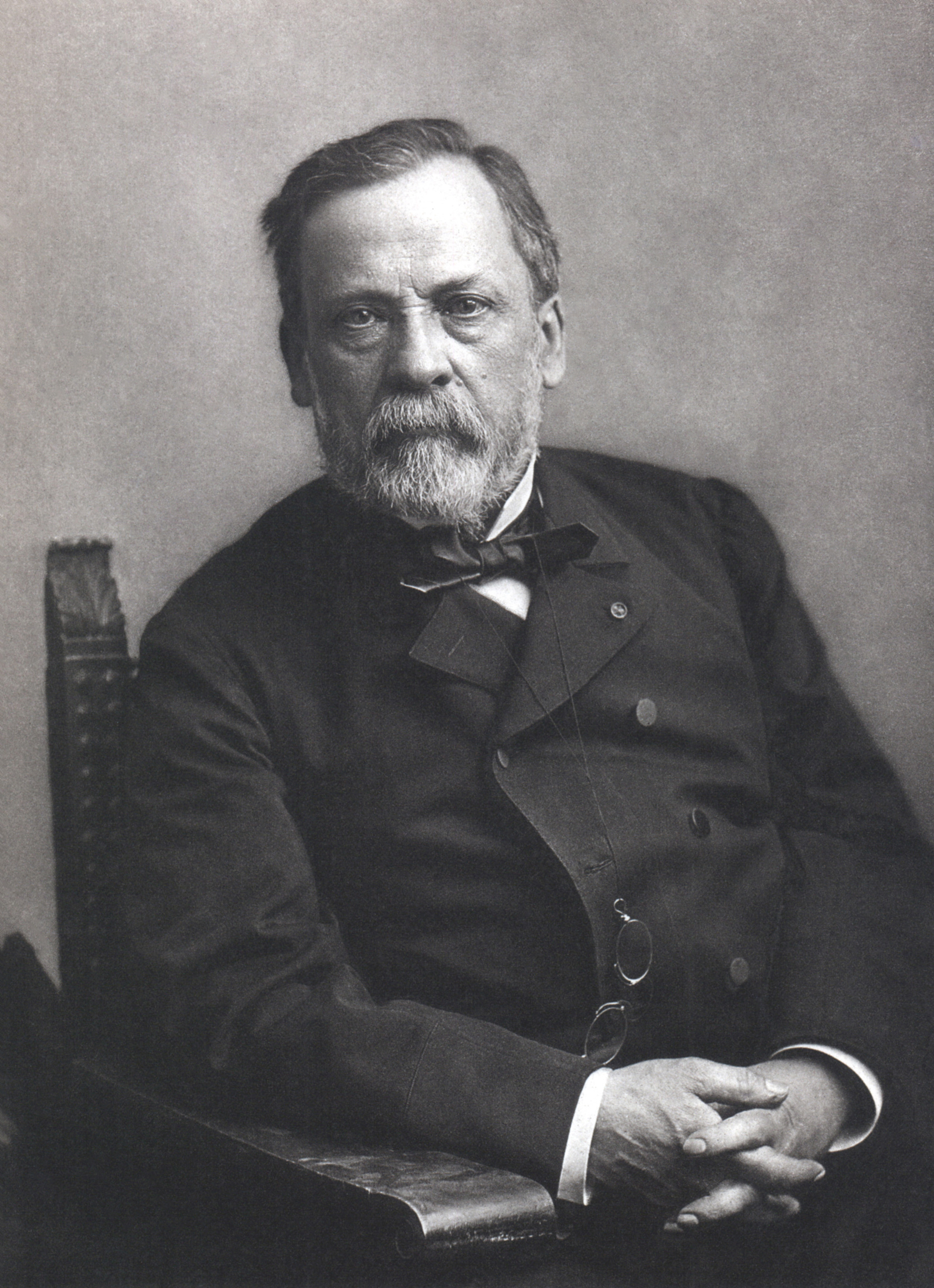
Louis Pasteur

A raiva é uma doença frequentemente fatal causada pela infecção de mamíferos pelo vírus da raiva. No século XXI, é principalmente uma doença que afeta mamíferos selvagens, como raposas e morcegos, mas é uma das mais antigas doenças virais conhecidas: a raiva é uma palavra sânscrita (rabhas) que data de 3000 a.C., que significa “loucura” ou “raiva”, e a doença é conhecida há mais de 4000 anos. Descrições da raiva podem ser encontradas em textos da Mesopotâmia, e os gregos antigos a chamavam de “lyssa” ou “lytta”, que significa “loucura”. Referências à raiva podem ser encontradas nas Leis de Esnuna, que datam de 2300 a.C. Aristóteles (384-322 a.C.) escreveu uma das primeiras descrições incontestáveis da doença e de como ela era transmitida aos seres humanos. Celsus, no primeiro século d.C., registrou pela primeira vez o sintoma chamado hidrofobia e sugeriu que a saliva de animais e humanos infectados continha um lodo ou veneno - para descrever isso, ele inventou a palavra “vírus”. A raiva não causa epidemias, mas a infecção era muito temida por causa de seus terríveis sintomas, que incluem insanidade, hidrofobia e morte.
Na França, durante a época de Louis Pasteur (1822-1895), havia apenas algumas centenas de infecções por raiva em humanos a cada ano, mas as curas eram desesperadamente procuradas. Ciente do possível perigo, Pasteur começou a procurar o “micróbio” em cães loucos. Pasteur demonstrou que quando a medula espinhal seca de cães que haviam morrido de raiva era esmagada e injetada em cães saudáveis, eles não se infectavam. Ele repetiu o experimento várias vezes no mesmo cão com tecido que havia sido seco por menos e menos dias, até que o cão sobreviveu mesmo após injeções de tecido espinhal fresco infectado pela raiva. Pasteur havia imunizado o cão contra a raiva, como fez mais tarde com outros 50.

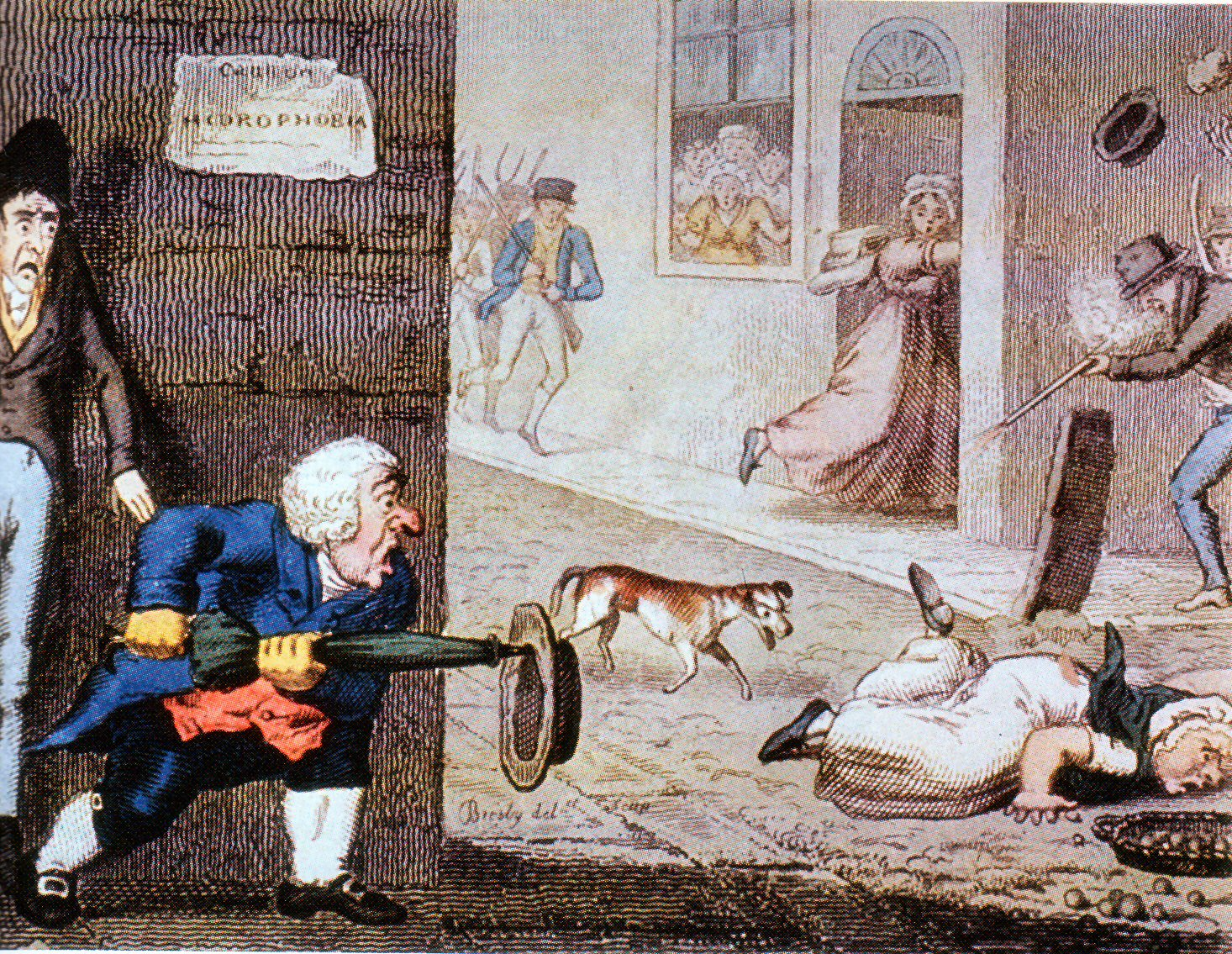
Um desenho de 1826 que retrata um cão raivoso em uma rua de Londres

Embora Pasteur tivesse pouca ideia de como seu método funcionava, ele o testou em um menino, Joseph Meister (1876-1940), que foi levado a Pasteur por sua mãe em 6 de julho de 1885. Ele estava coberto de mordidas, pois havia sido atacado por um cachorro raivoso. A mãe de Meister implorou a Pasteur que ajudasse seu filho. Pasteur era um cientista, não um médico, e estava bem ciente das consequências para ele se as coisas dessem errado. Mesmo assim, ele decidiu ajudar o menino e injetou nele tecido espinhal de coelho raivoso cada vez mais virulento nos 10 dias seguintes. Mais tarde, Pasteur escreveu: “como a morte dessa criança parecia inevitável, decidi, não sem um profundo e grave desconforto [...] experimentar em Joseph Meister o procedimento que havia funcionado consistentemente em cães”. Meister se recuperou e voltou para casa com sua mãe em 27 de julho. Pasteur tratou com sucesso um segundo menino em outubro do mesmo ano; Jean-Baptiste Jupille (1869-1923) era um menino pastor de 15 anos que havia sido gravemente mordido ao tentar proteger outras crianças de um cão raivoso. O método de tratamento de Pasteur permaneceu em uso por mais de 50 anos.
Pouco se sabia sobre a causa da doença até 1903, quando Adelchi Negri (1876-1912) viu pela primeira vez lesões microscópicas - hoje chamadas de corpúsculos de Negri - no cérebro de animais raivosos. Ele pensou erroneamente que eram parasitas protozoários. Paul Remlinger (1871-1964) logo demonstrou, por meio de experimentos de filtração, que eles eram muito menores do que os protozoários e até menores do que as bactérias. Trinta anos mais tarde, foi demonstrado que os corpos de Negri eram acúmulos de partículas com 100 a 150 nanômetros de comprimento, hoje conhecidos como sendo do tamanho das partículas do rabdovírus - o vírus que causa a raiva.

## Séculos XX e XXI
Na virada do século XX, as evidências da existência de vírus foram obtidas por meio de experimentos com filtros que tinham poros pequenos demais para a passagem de bactérias; o termo “vírus filtrável” foi cunhado para descrevê-los. Até a década de 1930, a maioria dos cientistas acreditava que os vírus eram pequenas bactérias, mas após a invenção do microscópio eletrônico em 1931, eles se mostraram completamente diferentes, a ponto de nem todos os cientistas estarem convencidos de que eram algo além de acúmulos de proteínas tóxicas. A situação mudou radicalmente quando foi descoberto que os vírus contêm material genético na forma de DNA ou RNA. Depois de serem reconhecidos como entidades biológicas distintas, logo foi demonstrado que eram a causa de várias infecções de plantas, animais e até mesmo bactérias.
Das muitas doenças humanas que se descobriu serem causadas por vírus no século XX, uma, a varíola, foi erradicada. As doenças causadas por vírus, como o HIV e o vírus da gripe, provaram ser mais difíceis de controlar. Outras doenças, como as causadas por arbovírus, estão apresentando novos desafios.
Assim como os seres humanos mudaram seu comportamento ao longo da história, o mesmo ocorreu com os vírus. Nos tempos antigos, a população humana era muito pequena para que ocorressem pandemias e, no caso de alguns vírus, muito pequena para que eles sobrevivessem. Nos séculos XX e XXI, o aumento da densidade populacional, as mudanças revolucionárias na agricultura e nos métodos de cultivo e as viagens de alta velocidade contribuíram para a disseminação de novos vírus e o reaparecimento dos antigos. Como a varíola, algumas doenças virais podem ser vencidas, mas outras novas, como a síndrome respiratória aguda grave (SARS), continuarão a surgir. Embora as vacinas ainda sejam a arma mais poderosa contra os vírus, nas últimas décadas foram desenvolvidos medicamentos antivirais para atingir especificamente os vírus à medida que eles se replicam em seus hospedeiros. A pandemia de influenza de 2009 mostrou a rapidez com que novas estirpes de vírus continuam a se espalhar pelo mundo, apesar dos esforços para contê-las.
Os avanços na descoberta e no controle de vírus continuam a ser feitos. O metapneumovírus humano, que é uma causa de infecções respiratórias, inclusive pneumonia, foi descoberto em 2001. Uma vacina para o papilomavírus que causa câncer cervical foi desenvolvida entre 2002 e 2006. Em 2005, foram descobertos os vírus linfotrópico da célula T humana. Em 2008, a Iniciativa Global de Erradicação da Pólio da OMS foi relançada com um plano para erradicar a poliomielite [en] até 2015. Em 2010, o maior vírus, o Megavirus chilensis, foi descoberto para infectar amebas. Esses vírus gigantes renovaram o interesse no papel que os vírus desempenham na evolução.

### Erradicação da varíola

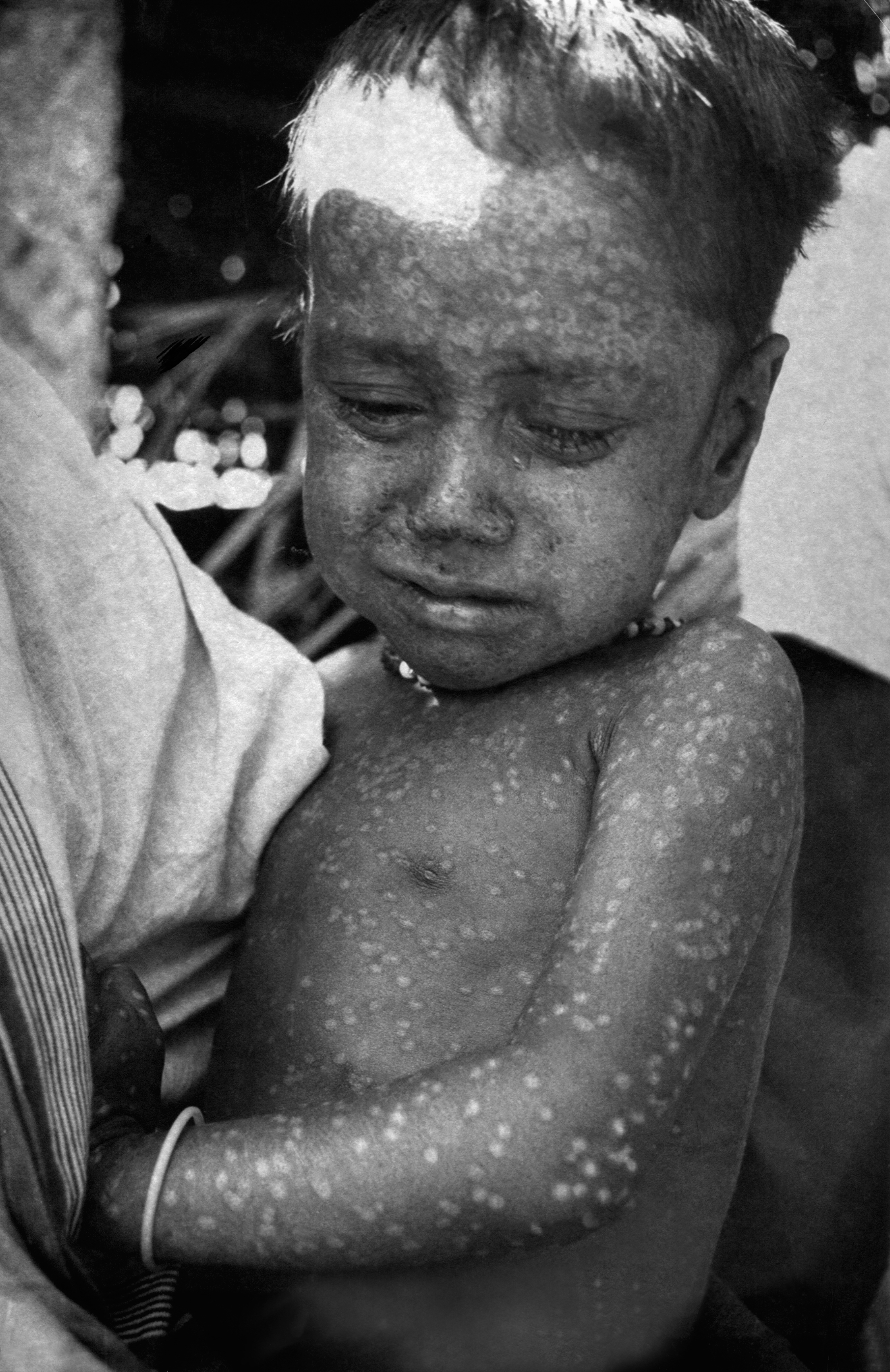
Rahima Banu, uma menina de Bangladesh, é a última pessoa conhecida por contrair varíola, em 1975. Ela sobreviveu.

O vírus da varíola foi uma das principais causas de morte no século XX, matando cerca de 300 milhões de pessoas. Provavelmente matou mais seres humanos do que qualquer outro vírus. Em 1966, a Assembleia Mundial da Saúde (o órgão decisório da Organização Mundial da Saúde) chegou a um acordo para iniciar um “programa intensificado de erradicação da varíola” e tentar erradicar a doença em dez anos. Na época, a varíola ainda era endêmica em 31 países, inclusive no Brasil, em todo o subcontinente indiano, na Indonésia e na África subsaariana. Essa meta ambiciosa foi considerada alcançável por vários motivos: a vacina oferecia proteção excepcional; havia apenas um tipo de vírus; não havia animais que o transmitissem naturalmente; o período de incubação da infecção era conhecido e raramente variava de 12 dias; e as infecções sempre davam origem a sintomas, portanto, ficava claro quem tinha a doença.
Após as vacinações em massa, a detecção e a contenção da doença foram fundamentais para a campanha de erradicação. Assim que os casos eram detectados, eles eram isolados, assim como seus contatos próximos, que eram vacinados. O sucesso foi rápido; em 1970, a varíola não era mais endêmica no oeste da África, nem, em 1971, no Brasil. Em 1973, a varíola permanecia endêmica apenas no subcontinente indiano, em Botsuana e na Etiópia. Finalmente, após 13 anos de vigilância coordenada da doença e campanhas de vacinação em todo o mundo, a Organização Mundial da Saúde declarou a varíola erradicada em 1979. Embora a principal arma utilizada tenha sido o vírus vaccinia, que foi usado como vacina, ninguém parece saber exatamente de onde veio o vírus vaccinia; não é a estirpe da varíola bovina que Edward Jenner usou e não é uma forma enfraquecida da varíola.
A campanha de erradicação levou à morte de Janet Parker (c. 1938-1978) e ao subsequente suicídio do especialista em varíola Henry Bedson (1930-1978). Parker era funcionária da Universidade de Birmingham e trabalhava no mesmo prédio do laboratório de varíola de Bedson. Ela foi infectada por uma estirpe do vírus da varíola que a equipe de Bedson estava investigando. Envergonhado com o acidente e culpando-se por ele, Bedson cometeu suicídio.
Antes dos ataques de 11 de setembro de 2001 aos Estados Unidos, a Organização Mundial da Saúde propôs a destruição de todos os estoques remanescentes conhecidos do vírus da varíola que eram mantidos em laboratórios nos Estados Unidos e na Rússia. O medo de bioterrorismo usando o vírus da varíola e a possível necessidade do vírus para o desenvolvimento de medicamentos para tratar a infecção puseram fim a esse plano. Se a destruição tivesse sido levada adiante, o vírus da varíola poderia ter sido o primeiro a ser extinto por intervenção humana.

### Sarampo
O sarampo era uma infecção rara, embora muitas vezes fatal, na África do Sul no início do século XIX, mas a frequência das epidemias aumentou a partir da década de 1850. Durante a Segunda Guerra dos Bôeres (1899-1902), o sarampo era comum entre os prisioneiros dos campos de concentração britânicos e foi responsável por milhares de mortes. Essa taxa de fatalidade nos campos era dez vezes maior do que entre as baixas britânicas.
Antes da introdução da vacinação nos EUA, na década de 1960, havia mais de 500.000 casos por ano, resultando em cerca de 400 mortes. Nos países desenvolvidos, as crianças eram infectadas principalmente entre três e cinco anos de idade, mas nos países em desenvolvimento metade das crianças era infectada antes dos dois anos de idade. Nos EUA e no Reino Unido, havia epidemias anuais ou bianuais regulares da doença, que dependiam do número de crianças nascidas a cada ano. A cepa epidêmica atual evoluiu na primeira parte do século XX - provavelmente entre 1908 e 1943.

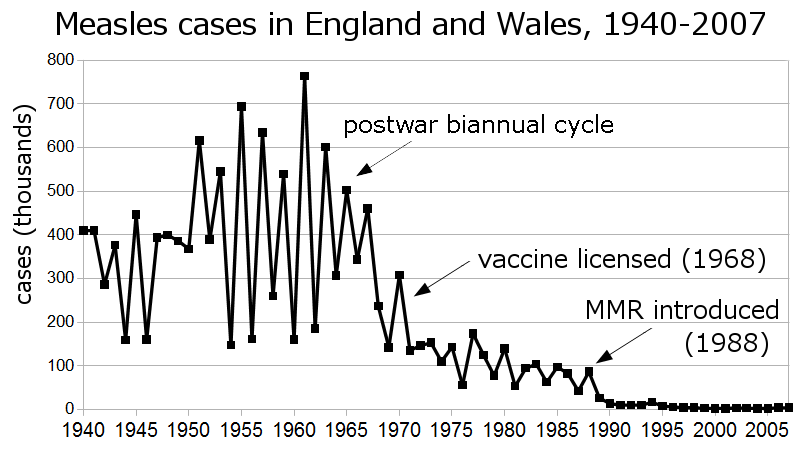
Casos registrados de sarampo na Inglaterra e no País de Gales de 1940 a 2007, mostrando uma queda de 400.000 casos anuais para menos de 1.000.

Em Londres, entre 1950 e 1968, havia epidemias a cada dois anos, mas em Liverpool, que tinha uma taxa de natalidade mais alta, havia um ciclo anual de epidemias. Durante a Grande Depressão nos EUA, antes da Segunda Guerra Mundial, a taxa de natalidade era baixa e as epidemias de sarampo eram esporádicas. Após a guerra, a taxa de natalidade aumentou e as epidemias ocorriam regularmente a cada dois anos. Nos países em desenvolvimento com taxas de natalidade muito altas, as epidemias ocorriam todos os anos. O sarampo ainda é um grande problema em países menos desenvolvidos, densamente povoados, com altas taxas de natalidade e sem campanhas de vacinação eficazes.
Em meados da década de 1970, após um programa de vacinação em massa que ficou conhecido como “make measles a memory” (tornar o sarampo uma lembrança), a incidência de sarampo nos EUA caiu 90%. Campanhas de vacinação semelhantes em outros países reduziram os níveis de infecção em 99% nos últimos 50 anos. Os indivíduos suscetíveis continuam a ser uma fonte de infecção e incluem aqueles que migraram de países com calendários de vacinação ineficazes, ou que recusam a vacina ou optam por não vacinar seus filhos. Os seres humanos são o único hospedeiro natural do vírus do sarampo. A imunidade à doença após uma infecção é vitalícia; a imunidade proporcionada pela vacinação é de longo prazo, mas acaba diminuindo.
O uso da vacina tem sido controverso. Em 1998, Andrew Wakefield e seus colegas publicaram um trabalho de pesquisa fraudulento, afirmando que a vacina tríplice viral estava ligada ao autismo. O estudo foi amplamente divulgado e alimentou a preocupação com a segurança das vacinas. A pesquisa de Wakefield foi identificada como fraudulenta e, em 2010, ele foi excluído do registro médico do Reino Unido e não pode mais exercer a medicina no país. Na esteira da controvérsia, a taxa de vacinação MMR no Reino Unido caiu de 92% em 1995 para menos de 80% em 2003. Os casos de sarampo aumentaram de 56 em 1998 para 1.370 em 2008, e aumentos semelhantes ocorreram em toda a Europa. Em abril de 2013, houve uma epidemia de sarampo no País de Gales, no Reino Unido, que afetou principalmente adolescentes que não haviam sido vacinados. Apesar dessa controvérsia, o sarampo foi eliminado da Finlândia, Suécia e Cuba. O Japão aboliu a vacinação obrigatória em 1992 e, de 1995 a 1997, mais de 200.000 casos foram relatados no país. O sarampo continua sendo um problema de saúde pública no Japão, onde agora é endêmico; um Plano Nacional de Eliminação do Sarampo foi estabelecido em dezembro de 2007, com o objetivo de eliminar a doença do país. A possibilidade de eliminação global do sarampo tem sido debatida na literatura médica desde a introdução da vacina na década de 1960. Se a atual campanha para erradicar a poliomielite for bem-sucedida, é provável que o debate seja renovado.

### Poliomielite

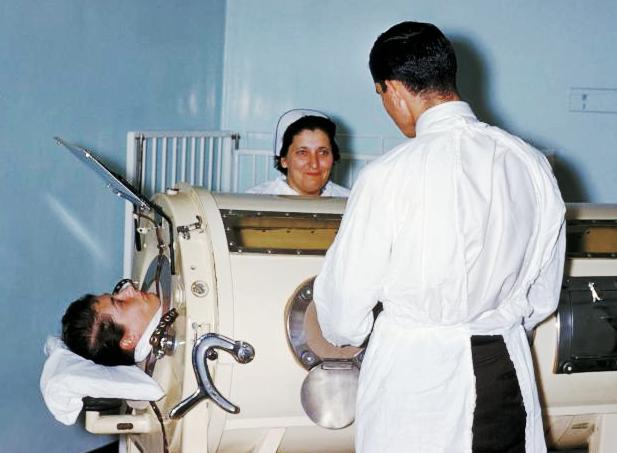
Equipe do hospital examinando um paciente em um tanque respiratório “pulmão de aço”, durante a epidemia de poliomielite de Rhode Island em 1960

Durante os verões de meados do século XX, os pais nos Estados Unidos e na Europa temiam o aparecimento anual da poliomielite (ou pólio), que era comumente conhecida como “paralisia infantil”. A doença era rara no início do século e, em todo o mundo, havia apenas alguns milhares de casos por ano, mas, na década de 1950, havia 60.000 casos por ano somente nos Estados Unidos e uma média de 2.300 na Inglaterra e no País de Gales.
Em 1916 e 1917, houve uma grande epidemia nos Estados Unidos; foram registrados 27.000 casos e 6.000 mortes, com 9.000 casos na cidade de Nova Iorque. Na época, ninguém sabia como o vírus estava se espalhando. Muitos habitantes da cidade, inclusive cientistas, achavam que a culpa era dos imigrantes pobres que viviam em favelas, embora a prevalência da doença fosse maior nos distritos mais prósperos, como Staten Island - um padrão que também havia sido observado em cidades como a Filadélfia. Muitos outros países industrializados foram afetados na mesma época. Em particular, antes dos surtos nos EUA, grandes epidemias haviam ocorrido na Suécia.
O motivo do aumento da poliomielite nos países industrializados no século XX nunca foi totalmente explicado. A doença é causada por um vírus que é transmitido de pessoa para pessoa pela rota fecal-oral, e infecta naturalmente apenas seres humanos. É um paradoxo o fato de ter se tornado um problema durante os tempos de melhoria do saneamento e aumento da riquezas. Embora o vírus tenha sido descoberto no início do século XX, sua onipresença não foi reconhecida até a década de 1950. Atualmente, sabe-se que menos de dois por cento dos indivíduos infectados desenvolvem a doença, e a maioria das infecções é leve. Durante as epidemias, o vírus estava efetivamente em toda parte, o que explica por que as autoridades de saúde pública não conseguiram isolar uma fonte.
Após o desenvolvimento de vacinas em meados da década de 1950, campanhas de vacinação em massa foram realizadas em muitos países. Nos EUA, após uma campanha promovida pela March of Dimes, o número anual de casos de poliomielite caiu drasticamente; o último surto foi em 1979. Em 1988, a Organização Mundial da Saúde, juntamente com outros, lançou a Iniciativa Global de Erradicação da Poliomielite e, em 1994, as Américas foram declaradas livres da doença, seguidas pela região do Pacífico em 2000 e pela Europa em 2003. No final de 2012, apenas 223 casos foram relatados pela Organização Mundial da Saúde. Principalmente infecções pelo poliovírus tipo 1, 122 ocorreram na Nigéria, uma no Chade, 58 no Paquistão e 37 no Afeganistão. As equipes de vacinação frequentemente enfrentam perigos; sete vacinadores foram assassinados no Paquistão e nove na Nigéria no início de 2013. No Paquistão, a campanha foi ainda mais prejudicada pelo assassinato, em 26 de fevereiro de 2013, de um policial que estava fornecendo segurança.

### AIDS

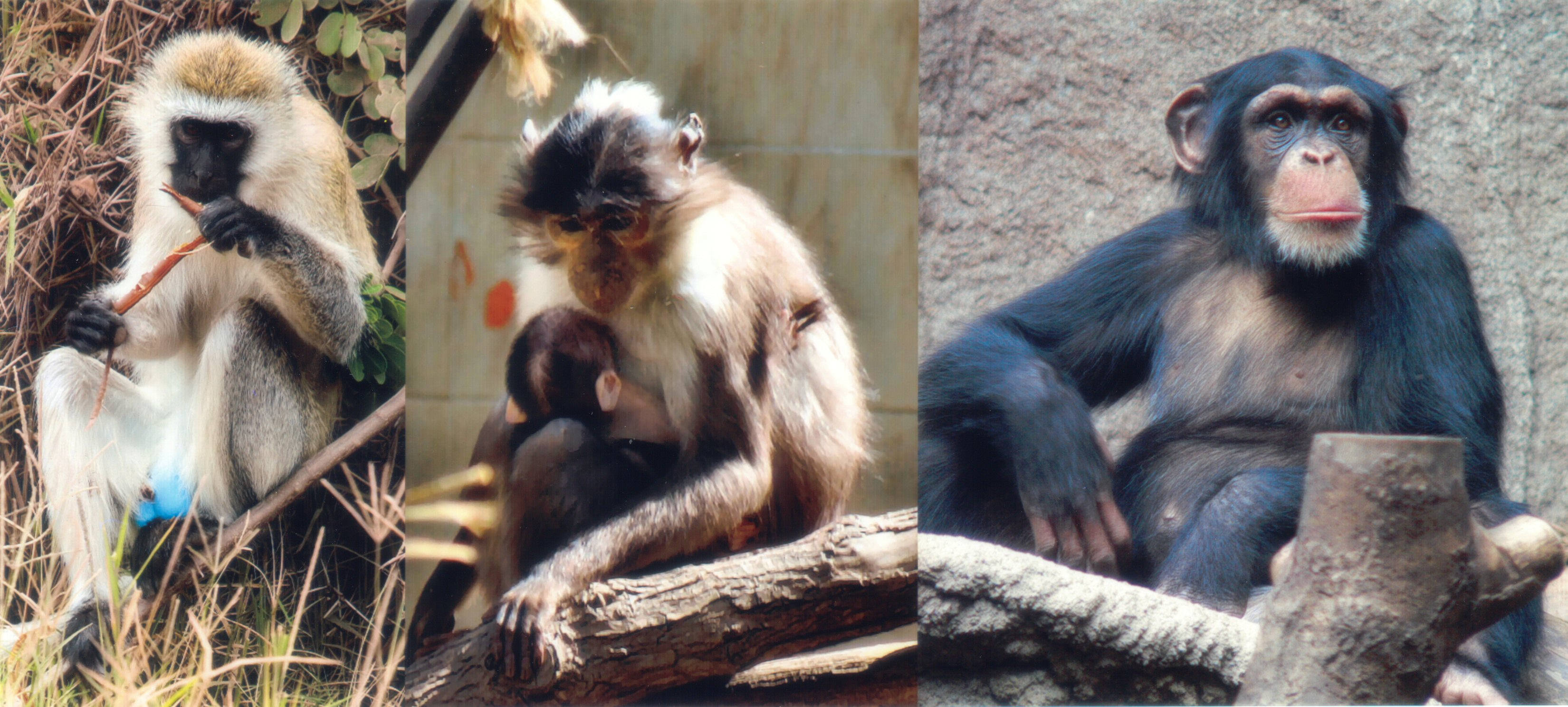
Da esquerda para a direita: o macaco verde, fonte do SIV; o Cercocebus atys, fonte do HIV-2; e o chimpanzé, fonte do HIV-1

O vírus da imunodeficiência humana (HIV) é o vírus que, quando a infecção não é tratada, pode causar a AIDS (síndrome da imunodeficiência adquirida). A maioria dos virologistas acredita que o HIV se originou em Quinxassa, na República Democrática do Congo, durante o século XX, e mais de 70 milhões de pessoas foram infectadas pelo vírus. Até 2011, estima-se que 35 milhões de pessoas tenham morrido de AIDS, o que a torna uma das epidemias mais destrutivas da história registrada. O HIV-1 é um dos vírus mais importantes que surgiram no último quarto do século XX. Quando, em 1981, foi publicado um artigo científico que relatava a morte de cinco jovens gays, ninguém sabia que eles haviam morrido de AIDS. A escala total da epidemia - e o fato de o vírus ter surgido silenciosamente ao longo de várias décadas - não era conhecida.
O HIV cruzou a barreira de espécies entre chimpanzés e humanos na África nas primeiras décadas do século XX. Durante os anos que se seguiram, houve enormes mudanças sociais e tumultos na África. As mudanças populacionais foram sem precedentes, pois um grande número de pessoas se mudou das fazendas rurais para as cidades em expansão, e o vírus se espalhou de regiões remotas para aglomerações urbanas densamente povoadas. O período de incubação da AIDS é de cerca de 10 anos, portanto, é crível que a epidemia global tenha começado no início da década de 1980. Naquela época, havia muito bode expiatório e estigmatização. A teoria “fora da África” para a origem da pandemia do HIV não foi bem recebida pelos africanos, que sentiram que a “culpa” era descabida. Isso levou a Assembleia Mundial da Saúde a aprovar uma resolução em 1987, que afirmava que o HIV é “um [vírus] de ocorrência natural e origem geográfica indeterminada”.
A pandemia do HIV desafiou as comunidades e provocou mudanças sociais em todo o mundo. As opiniões sobre sexualidade são discutidas mais abertamente. Aconselhamento sobre práticas sexuais e uso de drogas - que antes eram tabu - é patrocinado por muitos governos e seus provedores de serviços de saúde. Debates sobre a ética do fornecimento e o custo dos medicamentos antirretrovirais, principalmente nos países mais pobres, destacaram as desigualdades nos serviços de saúde e estimularam mudanças legislativas de longo alcance. Nos países em desenvolvimento, o impacto do HIV/AIDS foi profundo; organizações importantes, como serviços de saúde, defesa e serviços civis, foram gravemente prejudicadas. A expectativa de vida caiu. No Zimbábue, por exemplo, a expectativa de vida era de 79 anos em 1991, mas em 2001 havia caído para 39 anos.

### Gripe

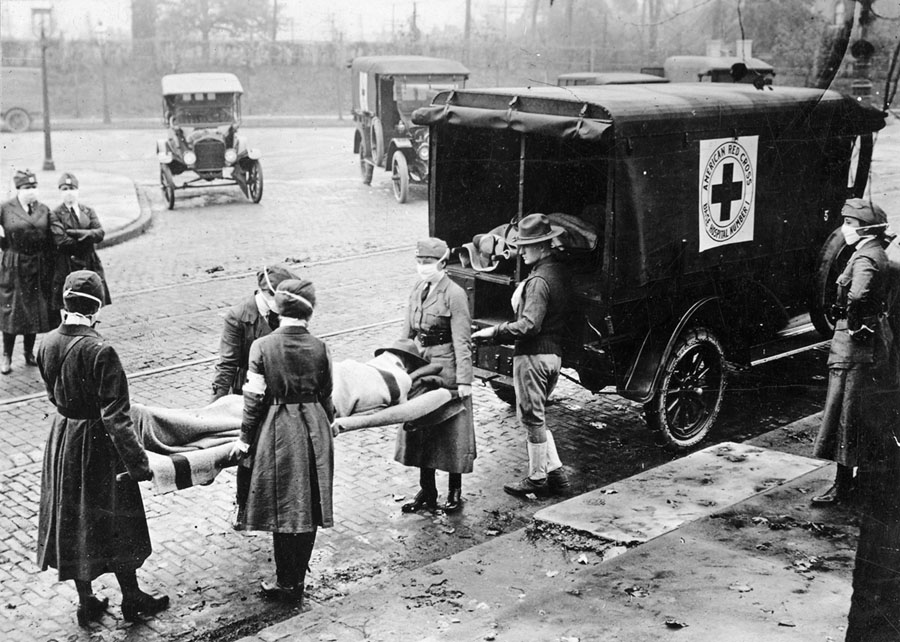
Membros da en retirando uma vítima da gripe espanhola de uma casa em 1918

Quando o vírus da gripe passa por uma mudança genética, muitos seres humanos não têm imunidade à nova estirpe e, se a população de indivíduos suscetíveis for alta o suficiente para manter a cadeia de infecção, ocorrem pandemias. As mudanças genéticas geralmente ocorrem quando diferentes estirpes do vírus co-infectam animais, principalmente aves e suínos. Embora muitos vírus de vertebrados sejam restritos a uma espécie, o vírus da gripe é uma exceção. A última pandemia do século XIX ocorreu em 1899 e resultou na morte de 250.000 pessoas na Europa. O vírus, que se originou na Rússia ou na Ásia, foi o primeiro a ser rapidamente disseminado por pessoas em trens e navios a vapor.
Uma nova estirpe do vírus surgiu em 1918 e a pandemia subsequente da gripe espanhola foi um dos piores desastres naturais da história. O número de mortos foi enorme; em todo o mundo, cerca de 50 milhões de pessoas morreram em decorrência da infecção. Foram registradas 550.000 mortes causadas pela doença nos Estados Unidos, dez vezes mais do que as perdas do país durante a Primeira Guerra Mundial, e 228.000 mortes no Reino Unido. Na Índia, houve mais de 20 milhões de mortes e, em Samoa Ocidental, 22% da população morreu. Embora os casos de influenza ocorressem a cada inverno, houve apenas duas outras pandemias no século XX.
Em 1957, outra nova cepa do vírus surgiu e causou uma pandemia de gripe asiática; embora o vírus não fosse tão virulento quanto a cepa de 1918, mais de um milhão de pessoas morreram em todo o mundo. A pandemia seguinte ocorreu quando a gripe de Hong Kong surgiu em 1968, uma nova cepa do vírus que substituiu a cepa de 1957. Afetando principalmente os idosos, a pandemia de 1968 foi a menos grave, mas 33.800 pessoas morreram nos EUA. As novas cepas do vírus da gripe geralmente se originam no leste da Ásia; na China rural, a concentração de patos, porcos e seres humanos em estreita proximidade é a mais alta do mundo.
A pandemia mais recente ocorreu em 2009, mas nenhuma das três últimas causou algo próximo da devastação observada em 1918. O motivo exato pelo qual a cepa de influenza que surgiu em 1918 foi tão devastadora é uma questão que ainda permanece sem resposta.

### Febre amarela, dengue e outros arbovírus

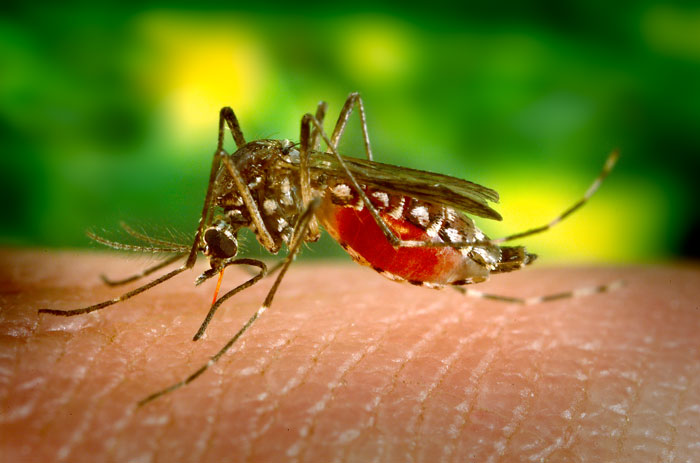
Aedes aegypti alimentando-se de sangue humano

Os arbovírus são vírus transmitidos aos seres humanos e a outros vertebrados por insetos sugadores de sangue. Esses vírus são diversos; o termo “arbovírus” - que foi derivado de “vírus transmitido por artrópodes” - não é mais usado na taxonomia formal porque muitas espécies de vírus são conhecidas por serem transmitidas dessa forma. Há mais de 500 espécies de arbovírus, mas na década de 1930 apenas três eram conhecidas por causar doenças em humanos: o vírus da febre amarela, o vírus da dengue e o vírus da febre de Pappataci. Atualmente, sabe-se que mais de 100 desses vírus causam doenças humanas, inclusive encefalite.
A febre amarela é a doença mais conhecida causada por um flavivírus. A última grande epidemia nos Estados Unidos ocorreu em 1905. Durante a construção do Canal do Panamá, milhares de trabalhadores morreram em decorrência da doença. A febre amarela teve origem na África e o vírus foi trazido para as Américas em navios de carga, que abrigavam o mosquito Aedes aegypti, transmissor do vírus. A primeira epidemia registrada na África ocorreu em Gana, na África Ocidental, em 1926. Na década de 1930, a doença ressurgiu no Brasil. Fred Soper, um epidemiologista americano (1893-1977), descobriu a importância do ciclo silvestre de infecção em hospedeiros não humanos e que a infecção de humanos era um “beco sem saída” que quebrava esse ciclo. Embora a vacina contra a febre amarela seja uma das mais bem-sucedidas já desenvolvidas, as epidemias continuam a ocorrer. Em 1986-91, na África Ocidental, mais de 20.000 pessoas foram infectadas, das quais 4.000 morreram.
Na década de 1930, a encefalite de St. Louis, a encefalite equina do leste e a encefalite equina do oeste surgiram nos EUA. O vírus que causa a encefalite de La Crosse foi descoberto na década de 1960, e o vírus do Nilo Ocidental chegou a Nova Iorque em 1999. A partir de 2010, o vírus da dengue é o arbovírus mais prevalente e cepas cada vez mais virulentas do vírus se espalharam pela Ásia e pelas Américas.

### Vírus da hepatite
A hepatite é uma doença do fígado reconhecida desde a antiguidade. Os sintomas incluem icterícia, uma coloração amarelada da pele, dos olhos e dos fluidos corporais. Há várias causas, inclusive vírus - especialmente o vírus da hepatite A, o vírus da hepatite B e o vírus da hepatite C. Ao longo da história, foram registradas epidemias de icterícia, afetando principalmente soldados em guerra. Essa “icterícia de campanha” era comum na Idade Média. Ocorreu entre os exércitos de Napoleão e durante a maioria dos principais conflitos dos séculos XIX e XX, incluindo a Guerra de Secessão, onde foram registrados mais de 40.000 casos e cerca de 150 mortes. Os vírus que causam icterícia epidêmica não foram descobertos até meados do século XX. Os nomes para icterícia epidêmica, hepatite A, e para icterícia infecciosa transmitida pelo sangue, hepatite B, foram usados pela primeira vez em 1947, após uma publicação em 1946 que evidenciava que as duas doenças eram distintas. Na década de 1960, foi descoberto o primeiro vírus que poderia causar hepatite. Esse foi o vírus da hepatite B, que recebeu o nome da doença que causa. O vírus da hepatite A foi descoberto em 1974. A descoberta do vírus da hepatite B e a invenção de testes para detectá-lo mudaram radicalmente muitos procedimentos médicos e alguns procedimentos cosméticos. A triagem do sangue doado, que foi introduzida no início da década de 1970, reduziu drasticamente a transmissão do vírus. As doações de plasma sanguíneo humano e de fator VIII coletadas antes de 1975 geralmente continham níveis infecciosos do vírus da hepatite B. Até o final da década de 1960, as agulhas hipodérmicas eram frequentemente reutilizadas por profissionais médicos, e as agulhas de tatuadores eram uma fonte comum de infecção. No final da década de 1990, programas de troca de agulhas foram estabelecidos na Europa e nos EUA para evitar a disseminação de infecções por usuários de drogas intravenosas. Essas medidas também ajudaram a reduzir o impacto subsequente do HIV e do vírus da hepatite C.

### Vírus animais não humanos
Epizootias são surtos (epidemias) de doenças entre animais não humanos. Durante o século XX, ocorreram epizootias significativas de doenças virais em animais, especialmente em gado, em todo o mundo. As muitas doenças causadas por vírus incluíam a febre aftosa, a peste bovina, a gripe aviária e suína, a peste suína e a febre catarral das ovelhas. As doenças virais dos animais de criação podem ser devastadoras para os fazendeiros e para a comunidade em geral, como demonstrou o surto de febre aftosa no Reino Unido em 2001.
Aparecendo pela primeira vez na África Oriental em 1891, a peste bovina, uma doença do gado, espalhou-se rapidamente por toda a África. Em 1892, 95% do gado da África Oriental havia morrido. Isso resultou em uma fome que devastou os fazendeiros e os povos nômades, alguns dos quais dependiam totalmente de seu gado. Dois terços da população de Maasai morreram. A situação foi agravada pelas epidemias de varíola que se seguiram à fome. Nos primeiros anos do século XX, a peste bovina era comum na Ásia e em partes da Europa. A prevalência da doença foi reduzida de forma constante durante o século por meio de medidas de controle que incluíam a vacinação. Em 1908, a Europa estava livre da doença. Ocorreram surtos após a Segunda Guerra Mundial, mas eles foram rapidamente controlados. A prevalência da doença aumentou na Ásia e, em 1957, a Tailândia teve de pedir ajuda porque tantos búfalos haviam morrido que os arrozais não puderam ser preparados para o cultivo de arroz. A Rússia a oeste dos Montes Urais permaneceu livre da doença - Lênin aprovou várias leis sobre o controle da doença - mas o gado no leste da Rússia era constantemente infectado pela peste bovina originária da Mongólia e da China, onde a prevalência permaneceu alta. A Índia controlou a disseminação da doença, que havia se estabelecido nos estados de Tâmil Nadu e Querala, no sul do país, durante todo o século XX, e erradicou a doença em 1995. A África sofreu duas grandes panzootias nas décadas de 1920 e 1980. Houve um surto grave na Somália em 1928 e a doença se disseminou no país até 1953. Na década de 1980, os surtos na Tanzânia e no Quênia foram controlados pelo uso de 26 milhões de doses de vacina, e uma recorrência da doença em 1997 foi suprimida por uma campanha de vacinação intensiva. No final do século, a peste bovina havia sido erradicada da maioria dos países. Alguns bolsões de infecção permaneceram na Etiópia e no Sudão, e, em 1994, o Programa Global de Erradicação da Peste bovina foi lançado pela Organização das Nações Unidas para Alimentação e Agricultura (FAO) com o objetivo de erradicação global até 2010. Em maio de 2011, a FAO e a Organização Mundial de Saúde Animal anunciaram que “a peste bovina como uma doença viral de livre circulação foi eliminada do mundo”.
A febre aftosa é uma infecção altamente contagiosa causada por um aftovírus e é classificada na mesma família do poliovírus. O vírus infecta animais, principalmente ungulados, na África desde a antiguidade e provavelmente foi trazido para as Américas no século XIX por meio de gado importado. A febre aftosa raramente é fatal, mas as perdas econômicas causadas por surtos em rebanhos de ovelhas e gado podem ser altas. A última ocorrência da doença nos EUA foi em 1929, mas em 2001, vários surtos de grandes proporções ocorreram em todo o Reino Unido e milhares de animais foram mortos e queimados.
Os hospedeiros naturais dos vírus da influenza são porcos e aves, embora provavelmente tenham infectado seres humanos desde a antiguidade. O vírus pode causar epizootias leves a graves em animais selvagens e domesticados. Muitas espécies de aves selvagens migram e isso espalhou a influenza pelos continentes ao longo dos tempos. O vírus evoluiu para inúmeras cepas e continua a evoluir, representando uma ameaça sempre presente.
Nos primeiros anos do século XXI, as epizootias em animais de produção causadas por vírus continuam a ter consequências graves. A febre catarral, uma doença causada por um orbivírus, eclodiu em ovelhas na França em 2007. Até então, a doença estava confinada principalmente às Américas, à África, ao sul da Ásia e ao norte da Austrália, mas agora é uma doença emergente no Mediterrâneo.

### Fitovírus

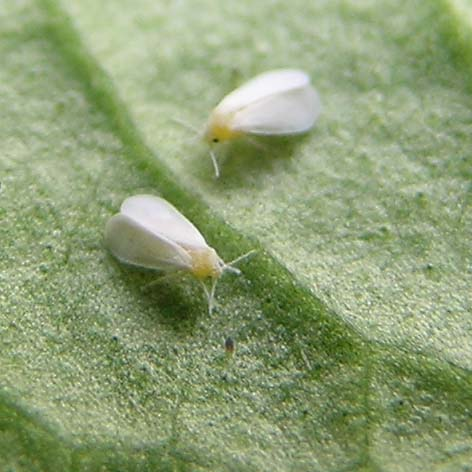
As moscas-brancas (en) são o vetor do vírus da mandioca.

Durante o século XX, descobriu-se que muitas doenças “antigas” das plantas eram causadas por vírus. Entre elas estão a estria do milho e a doença da mandioca. Assim como acontece com os seres humanos, quando as plantas se desenvolvem em estreita proximidade, o mesmo acontece com seus vírus. Isso pode causar enormes perdas econômicas e tragédias humanas. Na Jordânia, durante a década de 1970, onde tomates e cucurbitáceas (pepinos, melões e cabaças) eram amplamente cultivados, campos inteiros foram infectados por vírus. Da mesma forma, na Costa do Marfim, trinta vírus diferentes infectaram culturas como legumes e verduras. No Quênia, o vírus da mandioca, o vírus da estria do milho e as doenças virais do amendoim causaram a perda de até 70% da safra. A mandioca é a cultura mais abundante no leste da África e é um alimento básico para mais de 200 milhões de pessoas. Ela foi introduzida na África a partir da América do Sul e cresce bem em solos com baixa fertilidade. A doença mais importante da mandioca é causada pelo vírus do mosaico da mandioca, um geminivírus [en], que é transmitido entre as plantas por moscas-brancas. A doença foi registrada pela primeira vez em 1894 e surtos da doença ocorreram no leste da África durante todo o século XX, muitas vezes resultando em fome.
Na década de 1920, os produtores de beterraba-sacarina do oeste dos EUA sofreram enormes perdas econômicas causadas pelos danos causados às suas plantações pelo vírus BCTV, transmitido pela cigarrinha. Em 1956, entre 25 e 50% da safra de arroz em Cuba e na Venezuela foi destruída pelo vírus RHBV. Em 1958, ele causou a perda de muitos campos de arroz na Colômbia. Em 1981, houve uma recorrência de surtos que causaram perdas de até 100%. Em Gana, entre 1936 e 1977, o vírus CSSV, transmitido por cochonilhas, causou a perda de 162 milhões de árvores de cacau, e outras árvores foram perdidas a uma taxa de 15 milhões por ano. Em 1948, no Kansas, EUA, sete por cento da safra de trigo foi destruída pelo vírus WSMV, transmitido pelo ácaro do trigo [en] (Aceria tulipae). Na década de 1950, o vírus PRSV (papaya ringspot virus) - um potyvírus - causou uma perda devastadora de plantações de mamão em Oahu, Havaí. O mamão solo havia sido introduzido na ilha no século anterior, mas a doença não havia sido observada na ilha antes da década de 1940.
Esses desastres ocorreram quando a intervenção humana causou mudanças ecológicas por meio da introdução de culturas a novos vetores e vírus. O cacau é nativo da América do Sul e foi introduzido na África Ocidental no final do século XIX. Em 1936, o vírus CSSV foi transmitido às plantações por cochonilhas de árvores nativas. Novos habitats podem desencadear surtos de doenças virais em plantas. Antes de 1970, o vírus da mancha amarela do arroz só era encontrado no distrito de Kisumu, no Quênia, mas depois da irrigação de grandes áreas da África Oriental e do cultivo extensivo de arroz, o vírus se espalhou por toda a África Oriental. A atividade humana introduziu vírus de plantas em culturas nativas. O vírus da tristeza do cítrus (CTV) foi introduzido na América do Sul a partir da África entre 1926 e 1930. Ao mesmo tempo, o pulgão Toxoptera citricidus foi levado da Ásia para a América do Sul, o que acelerou a transmissão do vírus. Em 1950, mais de seis milhões de árvores cítricas haviam sido mortas pelo vírus em São Paulo, Brasil. O CTV e as árvores cítricas provavelmente coevoluíram por séculos em seus países de origem. A dispersão do CTV para outras regiões e sua interação com novas variedades de citros resultaram em surtos devastadores de doenças de plantas. Devido aos problemas causados pela introdução - por seres humanos - de vírus de plantas, muitos países têm controles rigorosos de importação de qualquer material que possa abrigar vírus de plantas perigosos ou seus insetos vetores.

## Vírus emergentes
Mesmo sem mutação, é sempre possível que algum organismo parasita até então obscuro escape de seu nicho ecológico habitual e exponha as densas populações que se tornaram uma característica tão conspícua da Terra a uma mortalidade nova e, talvez, devastadora. McNeill (1998) p. 293
Os vírus emergentes são aqueles que infectaram a espécie hospedeira há relativamente pouco tempo. Nos seres humanos, muitos vírus emergentes vieram de outros animais. Quando os vírus passam para outras espécies, as doenças causadas nos seres humanos são chamadas de zoonoses ou infecções zoonóticas.

### SARS

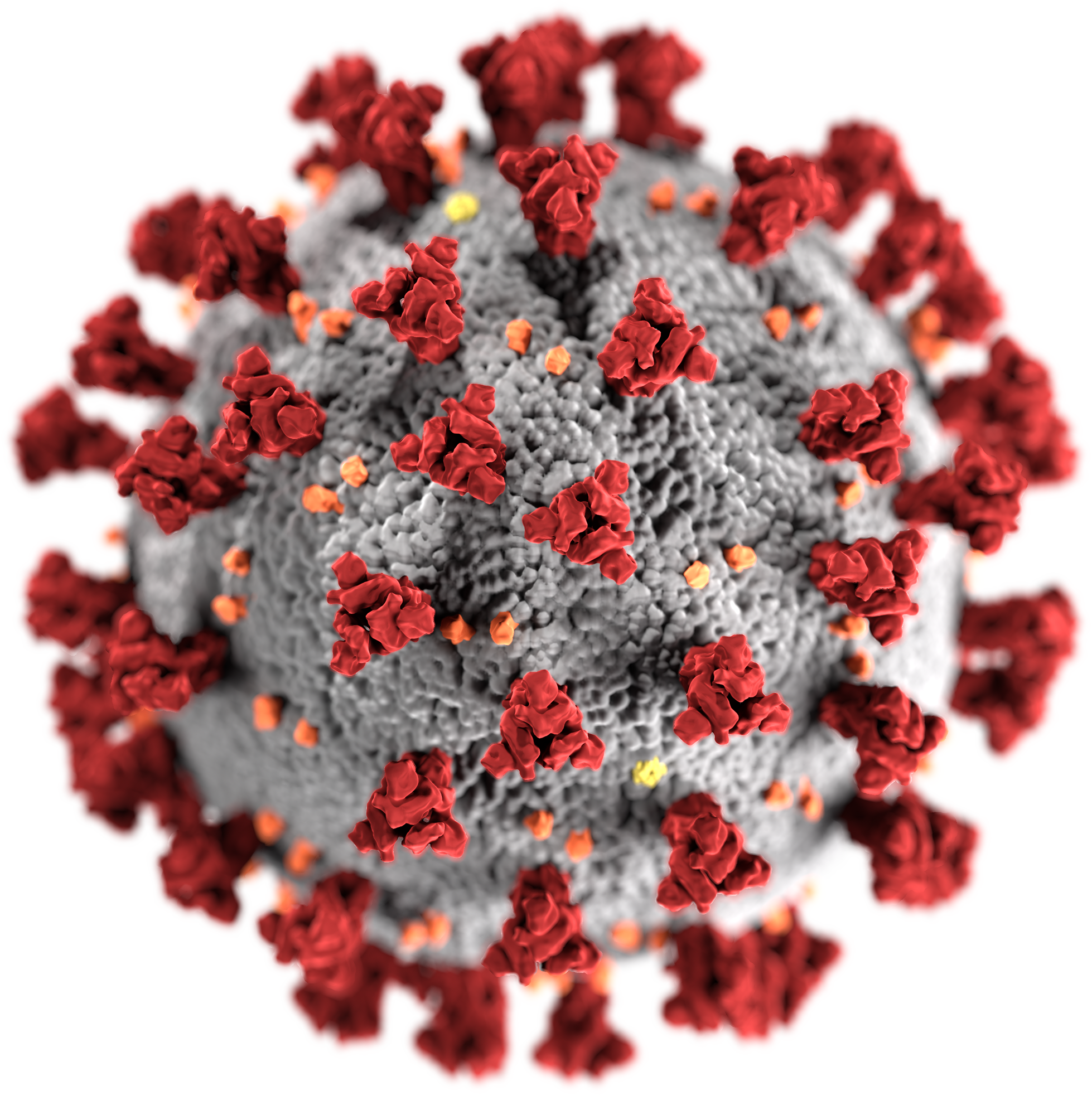
A ilustração criada nos Centros de Controle e Prevenção de Doenças (CDC) revela a morfologia ultraestrutural exibida pelos coronavírus; observe os picos que adornam a superfície externa, que dão a aparência de uma coroa envolvendo o virion.

A síndrome respiratória aguda grave (SARS) é causada por um novo tipo de coronavírus. Sabe-se que outros coronavírus causam infecções leves em seres humanos, portanto, a virulência e a rápida disseminação dessa nova cepa de vírus causaram alarme entre os profissionais de saúde e medo no público. Os temores de uma grande pandemia não se concretizaram e, em julho de 2003, depois de causar cerca de 8.000 casos e 800 mortes, o surto havia terminado. A origem exata do vírus da SARS não é conhecida, mas as evidências sugerem que ele veio de morcegos.
Um coronavírus relacionado surgiu em Wuhan, na China, em novembro de 2019, e se espalhou rapidamente pelo mundo. Posteriormente denominado coronavírus 2 da síndrome respiratória aguda grave, as infecções pelo vírus causaram uma pandemia com uma taxa de letalidade de cerca de 2% em pessoas saudáveis com menos de 50 anos, para cerca de 15% em pessoas com mais de 80 anos, especialmente aquelas com comorbidades preexistentes. A taxa de mortalidade foi menor do que a da SARS, mas a infecção foi mais contagiosa. As medidas para reduzir o impacto da pandemia foram prejudicadas pelo medo, pelo preconceito e pela estigmatização das pessoas infectadas. Restrições sem precedentes em tempos de paz foram impostas a viagens internacionais, e toques de recolher foram impostos em várias grandes cidades do mundo. Muitos países e regiões impuseram quarentena, proibições de entrada ou outras restrições. A eficácia dessas medidas foi questionada à medida que o vírus se espalhou pelo mundo. Os governos não estavam preparados para a escala da pandemia e, em todo o mundo, os especialistas em virologia e epidemiologia foram complacentes com relação à eficiência dos sistemas de teste e monitoramento existentes. Em 10 de março de 2023, a pandemia havia causado mais de 676 milhões de casos e 6,88 milhões de mortes confirmadas, tornando-a uma das mais mortais da história.

### Vírus do Nilo Ocidental
O vírus do Nilo Ocidental, um flavivírus, foi identificado pela primeira vez em 1937, quando foi encontrado no sangue de uma mulher febril. O vírus, que é transmitido por mosquitos e pássaros, causou surtos de infecção no norte da África e no Oriente Médio na década de 1950 e, na década de 1960, os cavalos na Europa também foram afetados. O maior surto em humanos ocorreu em 1974, na Província do Cabo, África do Sul, e 10.000 pessoas ficaram doentes. Uma frequência crescente de epidemias e epizootias (em cavalos) começou em 1996, em torno da bacia do Mediterrâneo, e em 1999 o vírus chegou à cidade de Nova York. Desde então, o vírus se espalhou por todos os Estados Unidos. Nos Estados Unidos, os mosquitos transportam as maiores quantidades de vírus no final do verão, e o número de casos da doença aumenta em meados de julho até o início de setembro. Quando o clima fica mais frio, os mosquitos morrem e o risco de doença diminui. Na Europa, ocorreram muitos surtos; em 2000, foi iniciado um programa de vigilância no Reino Unido para monitorar a incidência do vírus em seres humanos, aves mortas, mosquitos e cavalos. O mosquito (Culex modestus) que pode transmitir o vírus se reproduz nos pântanos do norte de Kent. Anteriormente, não se acreditava que essa espécie de mosquito estivesse presente no Reino Unido, mas ela é muito difundida no sul da Europa, onde transmite o vírus do Nilo Ocidental.

### Vírus Nipah
Em 1997, ocorreu um surto de doença respiratória em fazendeiros da Malásia e seus porcos. Foram registrados mais de 265 casos de encefalite, dos quais 105 foram fatais. Um novo paramixovírus foi descoberto no cérebro de um indivíduo; foi batizado de vírus Nipah, em homenagem ao vilarejo onde ele morava. A infecção foi causada por um vírus de morcegos frugívoros, depois que sua colônia foi interrompida pelo desmatamento. Os morcegos haviam se mudado para árvores próximas à fazenda de porcos e os porcos pegaram o vírus de suas fezes.

### Febre hemorrágica viral

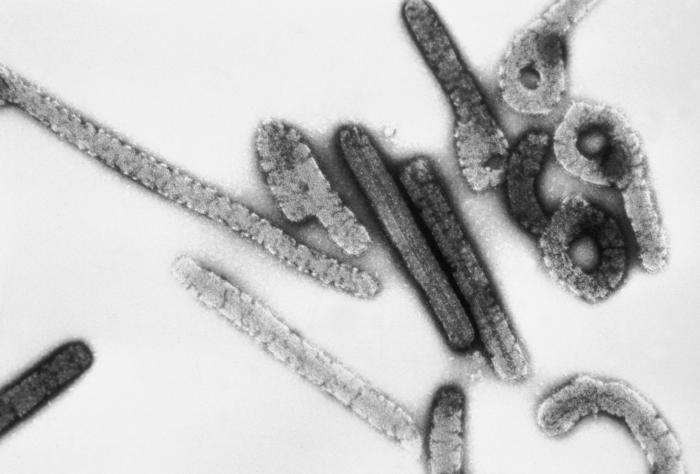
Vírus de Marburg

Vários patógenos virais altamente letais são membros da família Filoviridae. Os filovírus são vírus semelhantes a filamentos que causam febre hemorrágica viral e incluem os vírus Ebola e Marburg. O vírus de Marburg atraiu grande atenção da imprensa em abril de 2005, após um surto em Angola. Com início em outubro de 2004 e continuando em 2005, houve 252 casos, incluindo 227 mortes.
A epidemia do vírus Ebola na África Ocidental, que começou em 2013, é a mais devastadora desde o surgimento do HIV. O surto inicial ocorreu em dezembro de 2013 em Meliandou, um vilarejo no sul da Guiné. Entre os primeiros casos estavam um menino de dois anos, sua irmã de três anos, a mãe e a avó. Após o funeral da avó, que contou com a presença de sua família e cuidadores, a doença se espalhou para os vilarejos vizinhos. Em março de 2014, o surto foi grave o suficiente para despertar a preocupação das autoridades de saúde locais, que o relataram ao Ministério da Saúde da Guiné. Em meados do ano, a epidemia havia se espalhado para a Libéria e Serra Leoa. Em junho de 2015, a Organização Mundial da Saúde relatou mais de 27.000 casos da doença, que resultaram em mais de 11.000 mortes.
A fonte natural do vírus Ebola provavelmente são os morcegos. Os vírus Marburg são transmitidos aos seres humanos por macacos, e a febre de Lassa por ratos (Mastomys natalensis). As infecções zoonóticas podem ser graves porque os seres humanos geralmente não têm resistência natural à infecção e é somente quando os vírus se tornam bem adaptados ao novo hospedeiro que sua virulência diminui. Algumas infecções zoonóticas costumam ser “becos sem saída”, ou seja, após o surto inicial, a taxa de infecções subsequentes diminui porque os vírus não são eficientes na disseminação de pessoa para pessoa.
No início do século XXI, houve um aumento na conscientização global sobre epidemias devastadoras nos países em desenvolvimento, que, nas décadas anteriores, haviam passado relativamente despercebidas pela comunidade internacional de saúde.

## Vírus benéficos
Sir Peter Medawar (1915-1987) descreveu um vírus como “uma notícia ruim envolta em uma capa de proteína”. Com exceção dos bacteriófagos, os vírus tinham a merecida reputação de serem apenas a causa de doenças e morte. A descoberta da abundância de vírus e sua presença esmagadora em muitos ecossistemas levou os virologistas modernos a reconsiderar seu papel na biosfera.
Estima-se que existam cerca de 1031 vírus na Terra. A maioria deles são bacteriófagos e a maior parte está nos oceanos. Os microrganismos constituem mais de 90% da biomassa do mar, e estima-se que os vírus matam aproximadamente 20% dessa biomassa todos os dias e que há quinze vezes mais vírus nos oceanos do que bactérias e archaea. Os vírus são os principais agentes responsáveis pela rápida destruição da proliferação de algas nocivas, que muitas vezes matam outras formas de vida marinha, e ajudam a manter o equilíbrio ecológico de diferentes espécies de algas verdes azuis marinhas, e, portanto, a produção adequada de oxigênio para a vida na Terra.
O surgimento de cepas de bactérias resistentes a uma ampla gama de antibióticos tornou-se um problema no tratamento de infecções bacterianas. Apenas duas novas classes de antibióticos foram desenvolvidas nos últimos 30 anos, e novas formas de combater infecções bacterianas estão sendo buscadas. Os bacteriófagos foram usados pela primeira vez para controlar bactérias na década de 1920, e um grande ensaio clínico foi conduzido por cientistas soviéticos em 1963. Esse trabalho era desconhecido fora da União Soviética até que os resultados do ensaio foram publicados no Ocidente em 1989. Os problemas recentes e crescentes causados por bactérias resistentes a antibióticos estimularam um interesse renovado no uso de bacteriófagos e na fagoterapia.
O Projeto Genoma Humano revelou a presença de várias sequências de DNA viral espalhadas pelo genoma humano. Essas sequências constituem cerca de oito por cento do DNA humano, e parecem ser os restos de antigas infecções por retrovírus de ancestrais humanos. Esses pedaços de DNA se estabeleceram firmemente no DNA humano. A maior parte desse DNA não é mais funcional, mas alguns desses vírus trouxeram consigo novos genes que são importantes para o desenvolvimento humano, e poderiam ajudar as células B do sistema imunológico a destruir tumores. Os vírus transferem genes importantes para as plantas. Cerca de dez por cento de toda a fotossíntese usa os produtos de genes que foram transferidos para as plantas de algas verde-azuladas por vírus.